# ماستریخت
ماستریخت شهری در جنوب هلند می‌باشد.
شهر ماستریخت مرکز استان لیمبورخ هلند است. جمعیت این شهر در سال ۲۰۰۸ برابر با ۱۱۷٬۵۴۸ نفر بود.
ماستریخت از یک روستای رومی در دوران باستان رفته رفته به یک مرکز مذهبی قرون وسطایی تبدیل شد. ماستریخت در دو سوی رودخانه ماس قرار گرفته و رومی‌ها در این محل پلی ساختند و نام ماستریخت به معنی پل بر روی ماس است. در سده شانزدهم این مرکز مذهبی به یک شهر نظامی تبدیل شد در سده نوزدهم به صورت یک شهر صنعتی درآمد.
در اول نوامبر سال ۱۹۹۳ پیمان ماستریخت اجرایی شد و به این ترتیب اتحادیه اروپا رسماً تأسیس شد. پیمان ماستریخت با نام رسمی پیمان اتحادیه اروپا، وظیفه همگرا کردن اروپا را به عهده داشت و در تاریخ ۷ فوریه ۱۹۹۲ توسط اعضای جامعه اروپا در ماستریخت به امضا رسید. پیش از امضای این پیمان، شهر ماستریخت در تاریخ ۹ و ۱۰ دسامبر ۱۹۹۱ میزبان شورای اروپا بود که پیش‌نویس این پیمان را تهیه کرد. با اجرایی شدن این پیمان در اول نوامبر ۱۹۹۳ اتحادیه اروپا و پول واحد اروپایی یعنی یورو خلق شد.

## فرهنگ و گردشگری

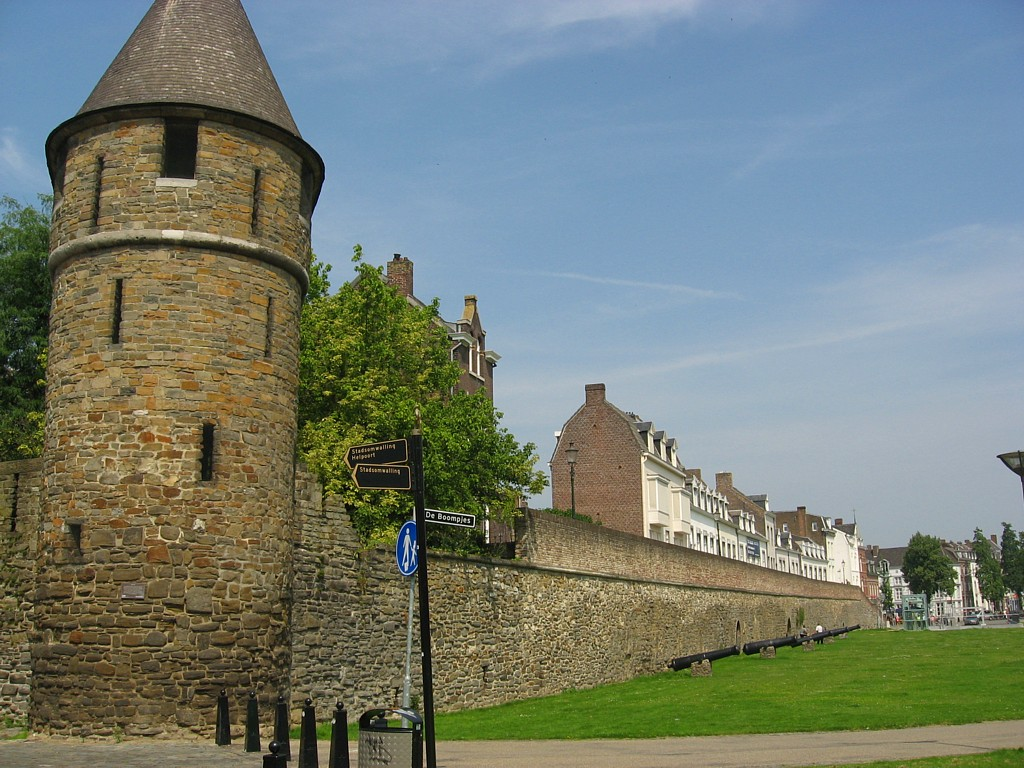
دیوارهای قرون‌وسطایی «کلیسای بانوی ما» (Onze-Lieve-Vrouwewal)

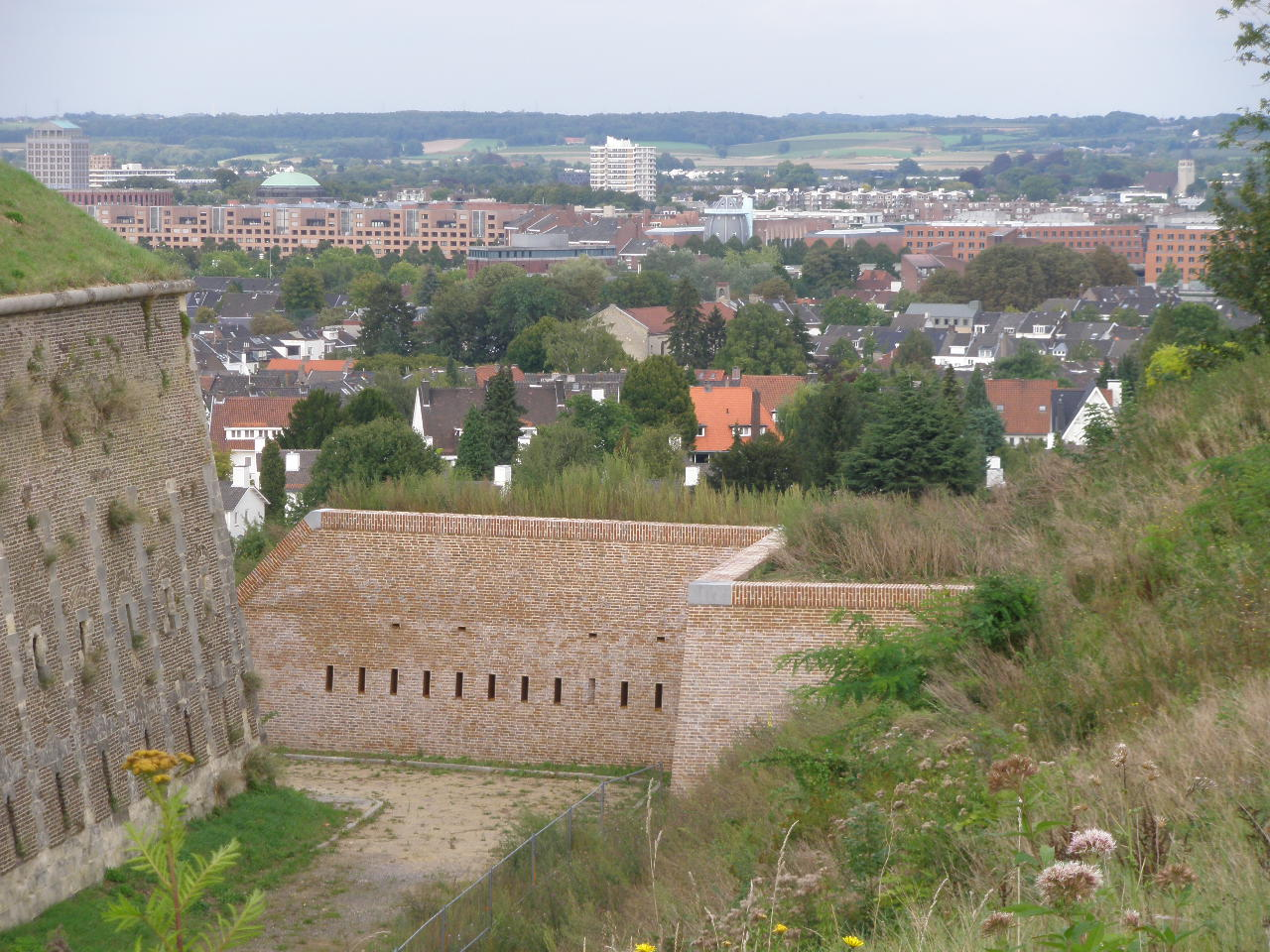
نمای شهر ماستریخت از دژی بر فراز کوه سینت پیتر

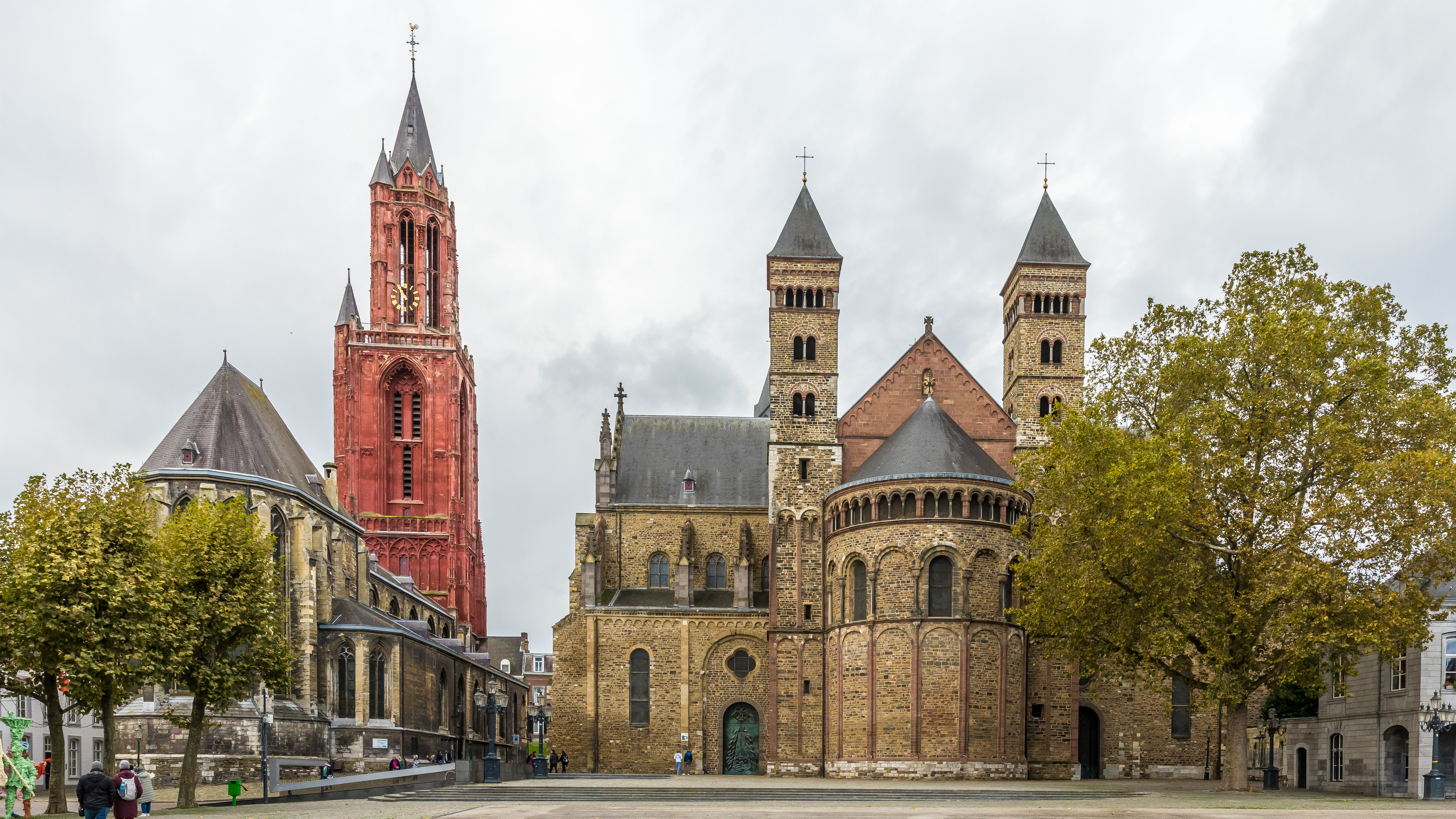
وریتهوف به همراه کلیسای سنت جان (چپ) و کلیسای جامع سنت سرواتیوس

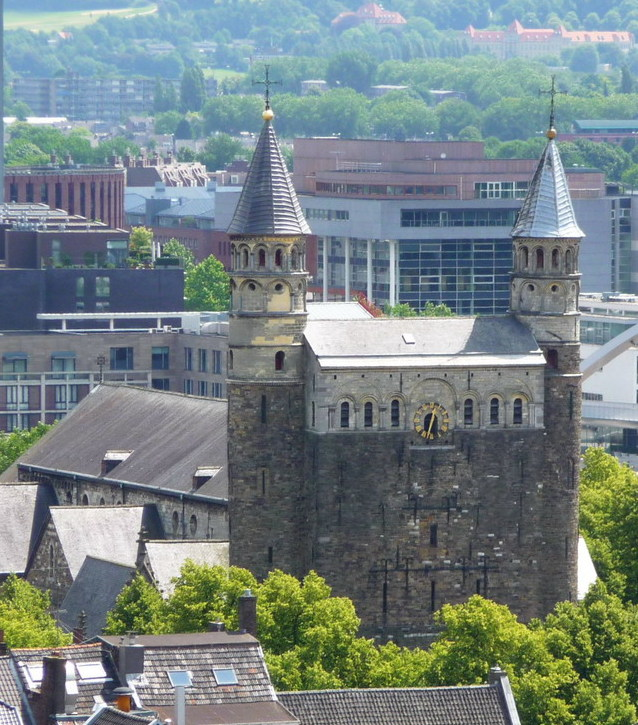
نمایی از کلیسای بانوی ما از برج کلیسای سنت جان

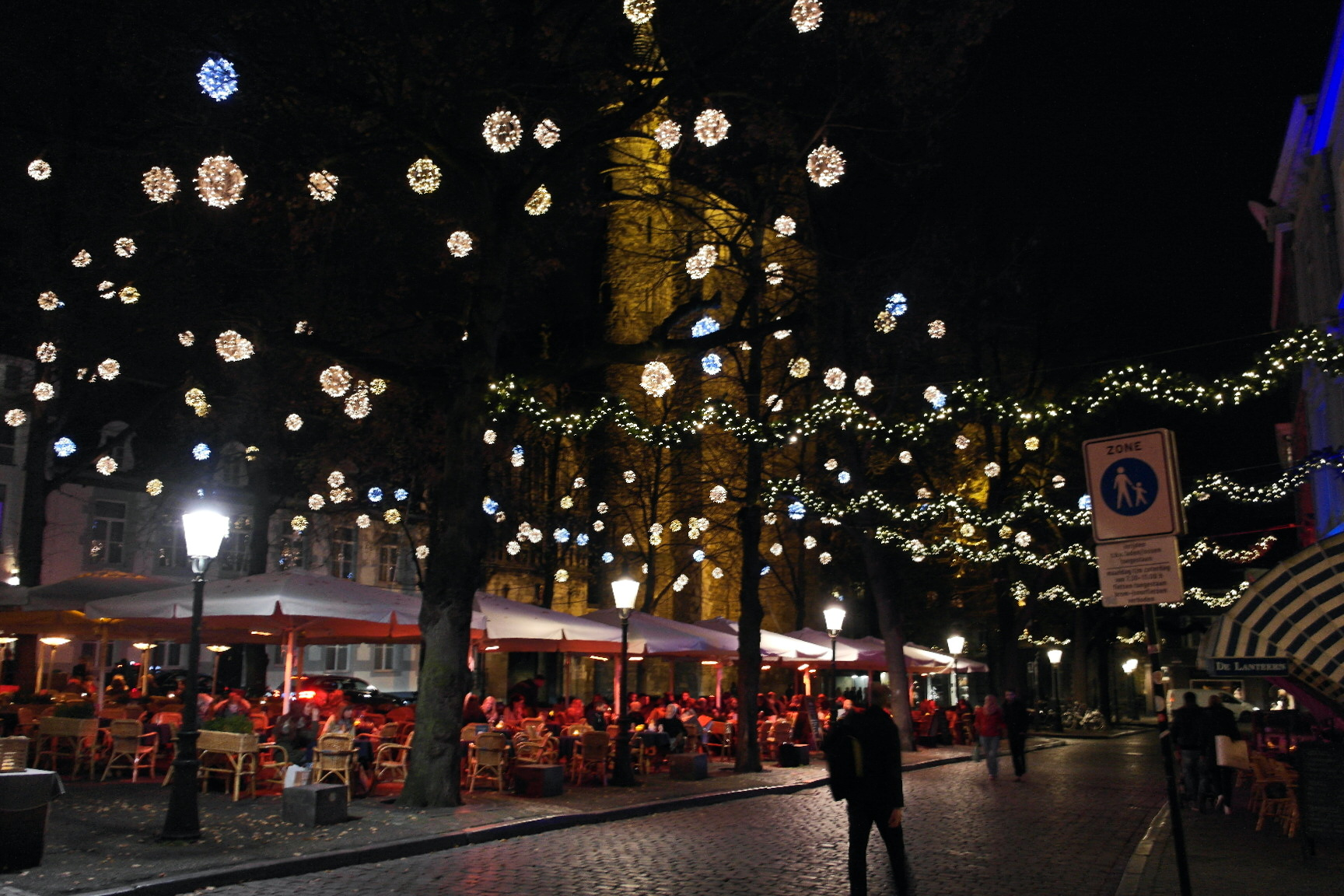
تزئینات کریسمسی در میدان بانوی ما (Onze Lieve Vrouweplein)

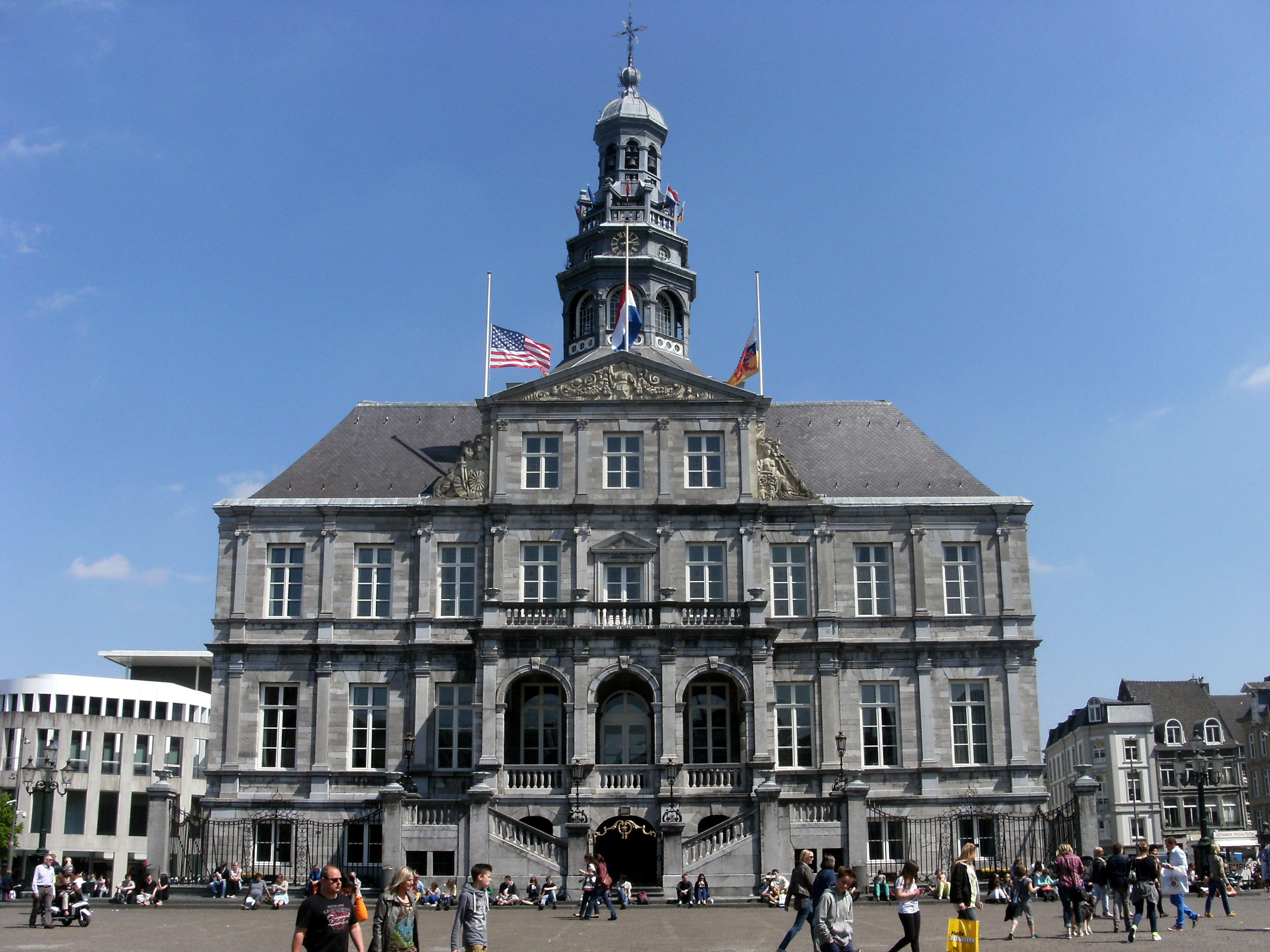
بازار و تالار شهر

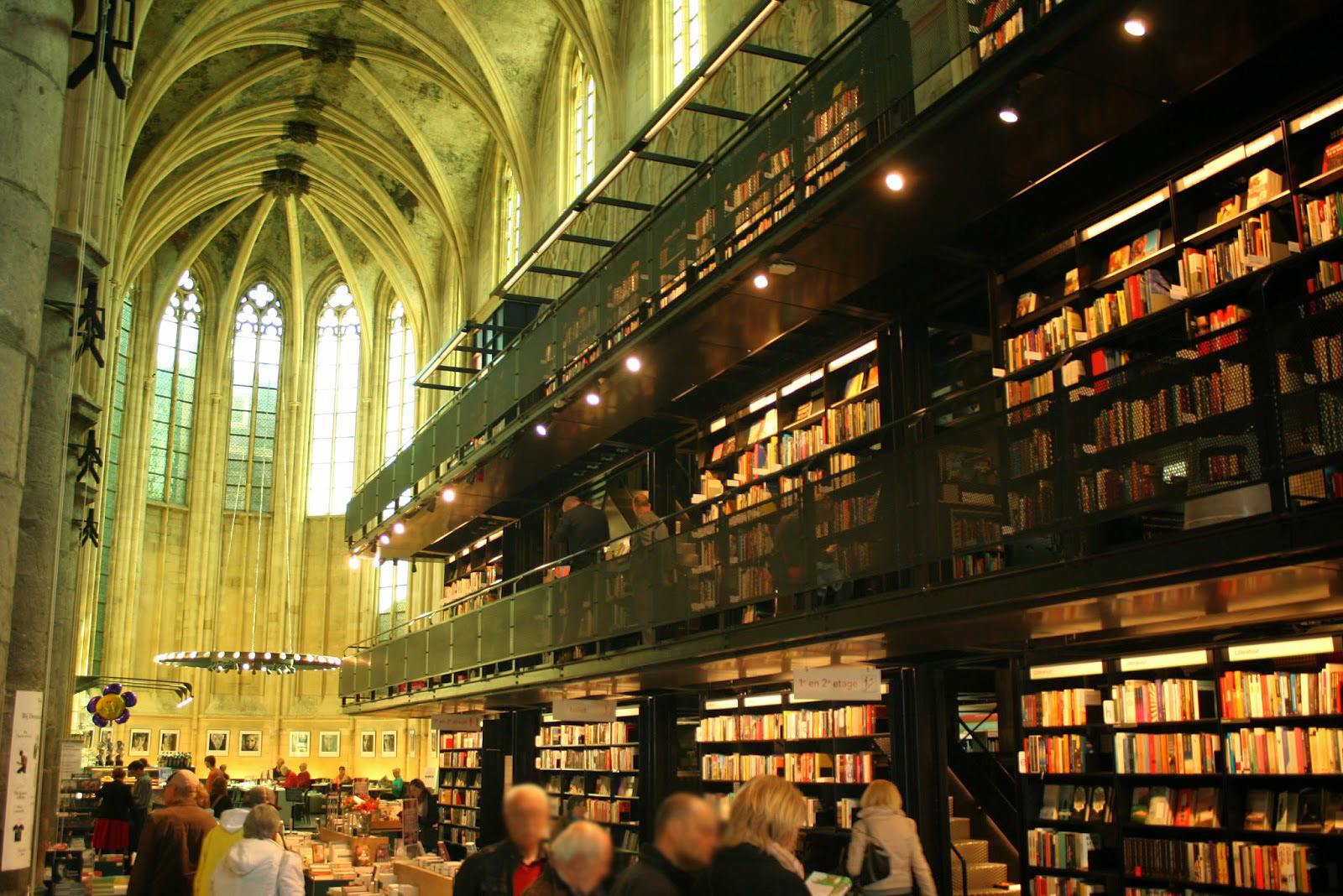
کلیسای دومنیکن ساخته شده در قرن سیزدهم میلادی به یک کتاب فروشی مبدل شده است.

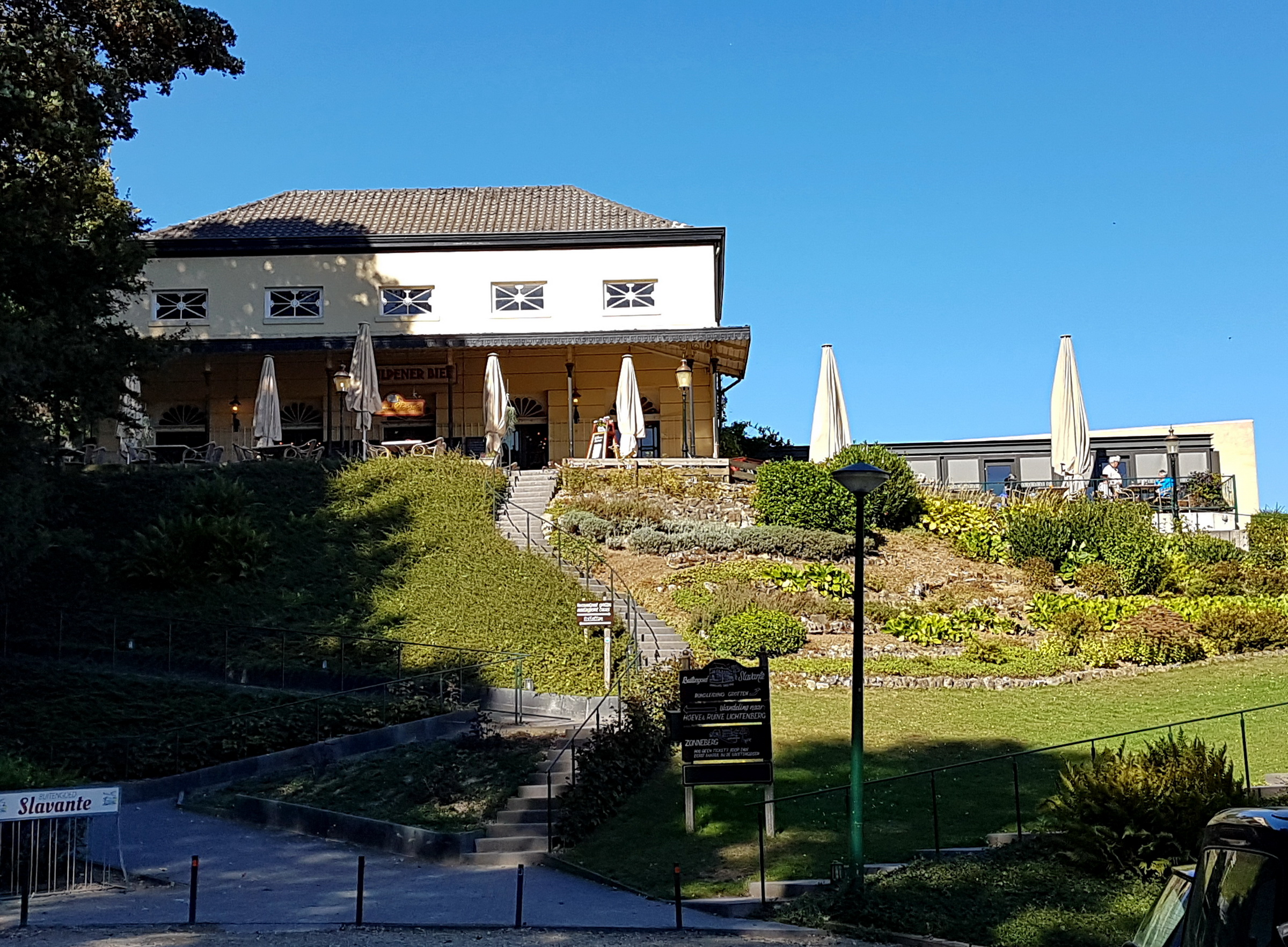
رستوران اسلفانته بر دامنهٔ کوه سینت پیتر

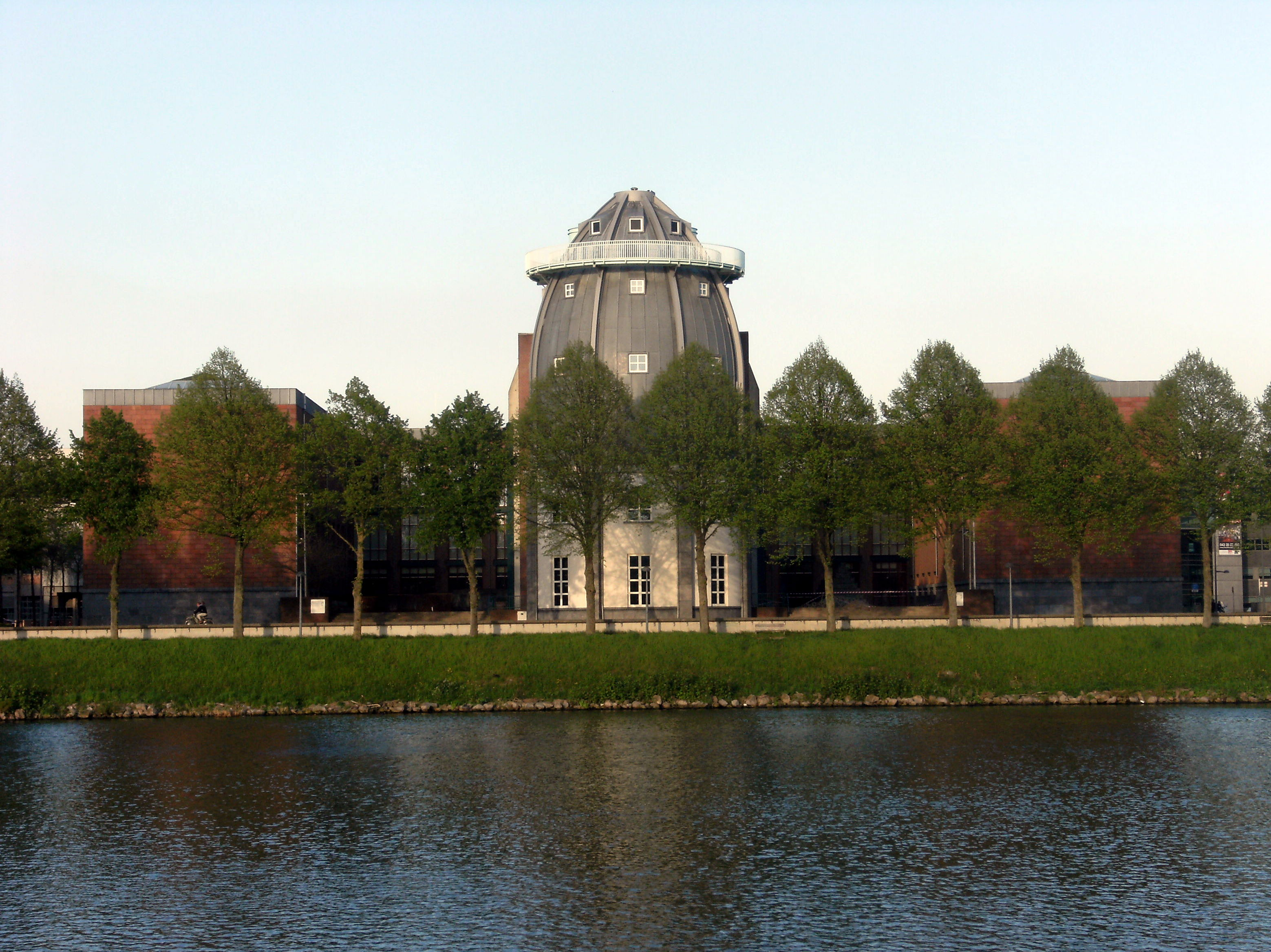
برج مشهور موزهٔ بونه‌فانتن در ساحل شرقی رود موز در ویک-سرامیک

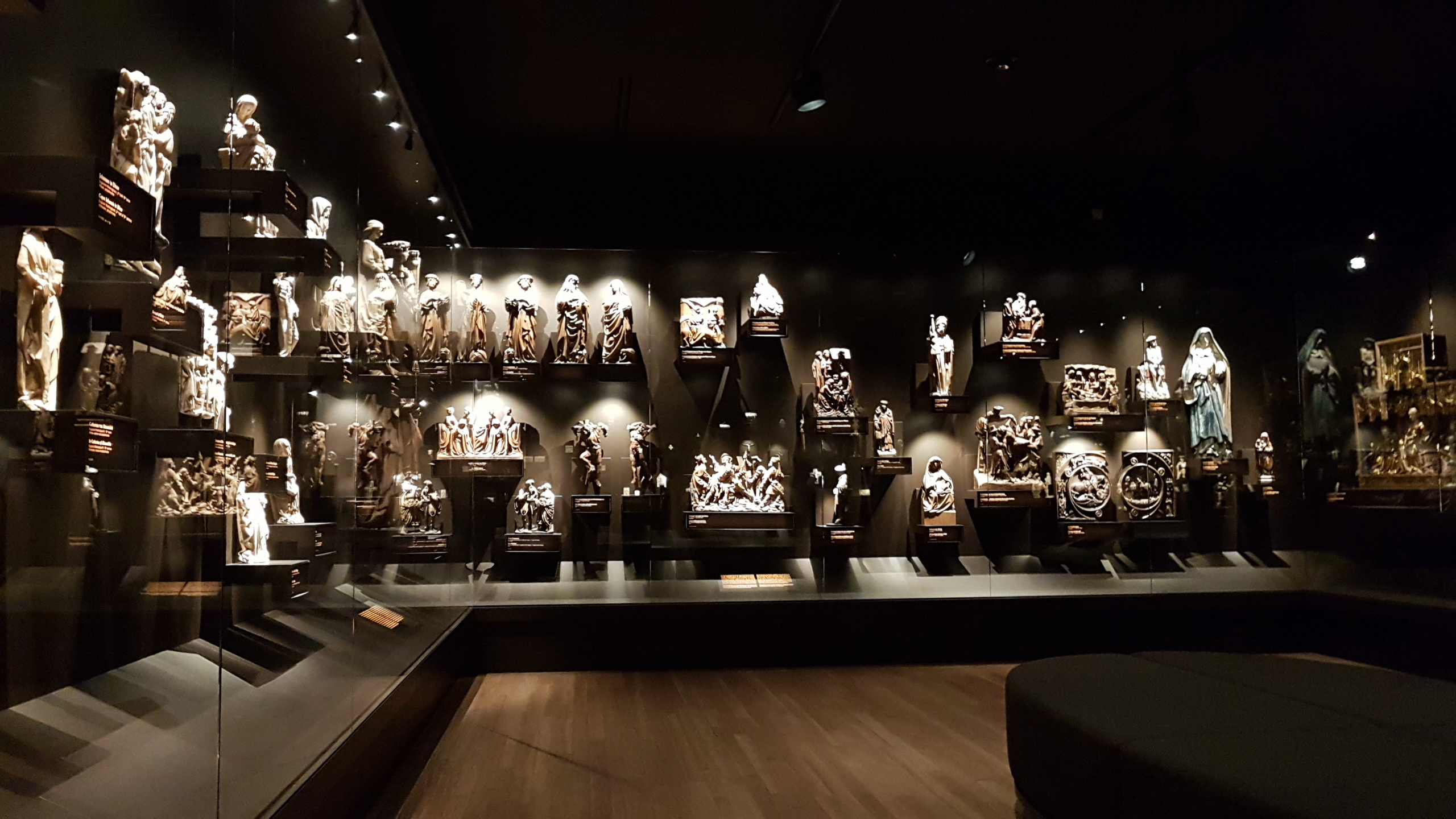
هنر قرون‌وسطائی در موزهٔ بونه‌فانتن

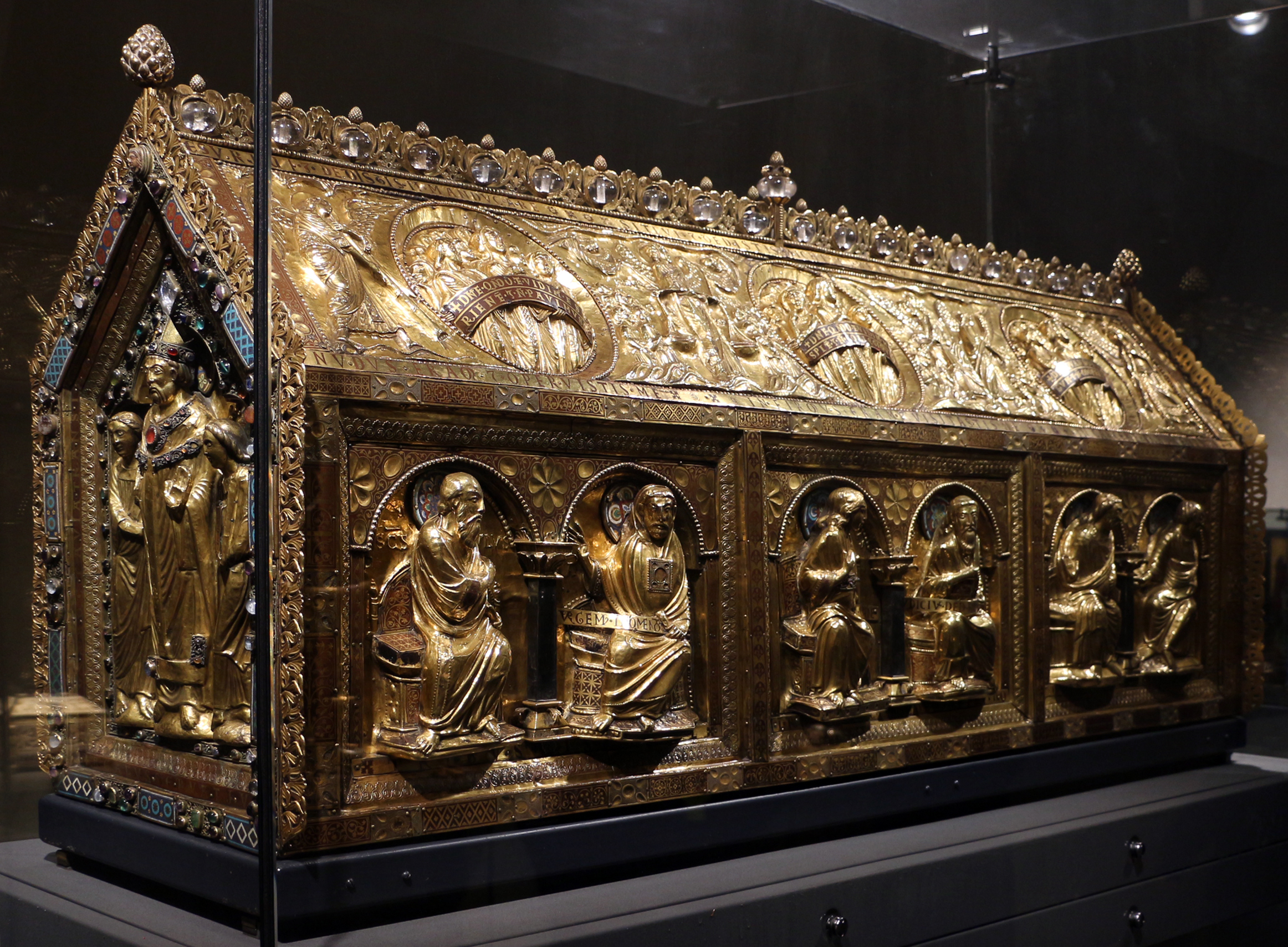
صندوقچهٔ سنت سرواتیوس در خزانهٔ کلیسای جامع سنت سرواتیوس

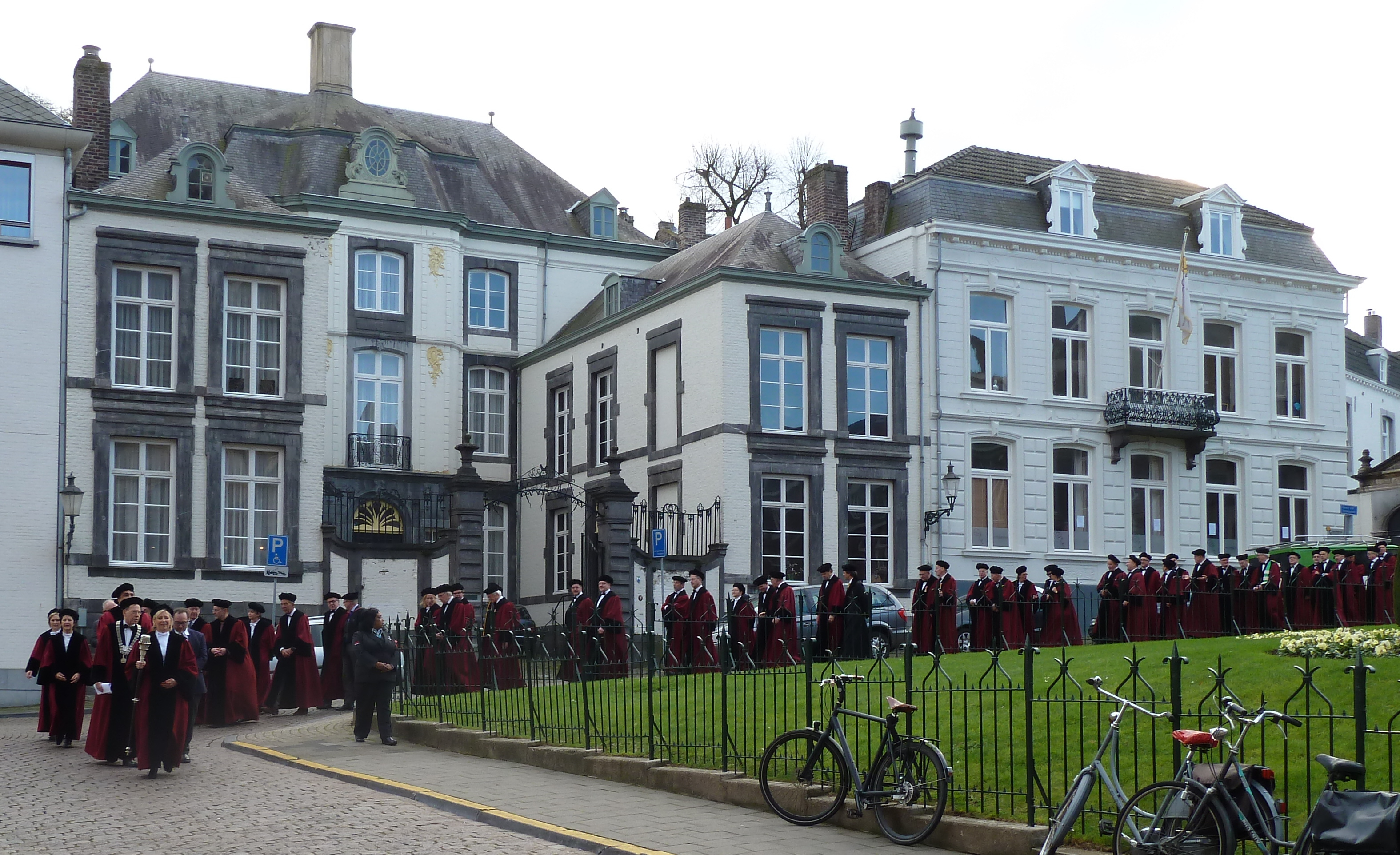
اعضای هیئت علمی دانشگاه ماستریخت در راه مراسم سالانه‌ی سال‌روز تأسیس دانشگاه

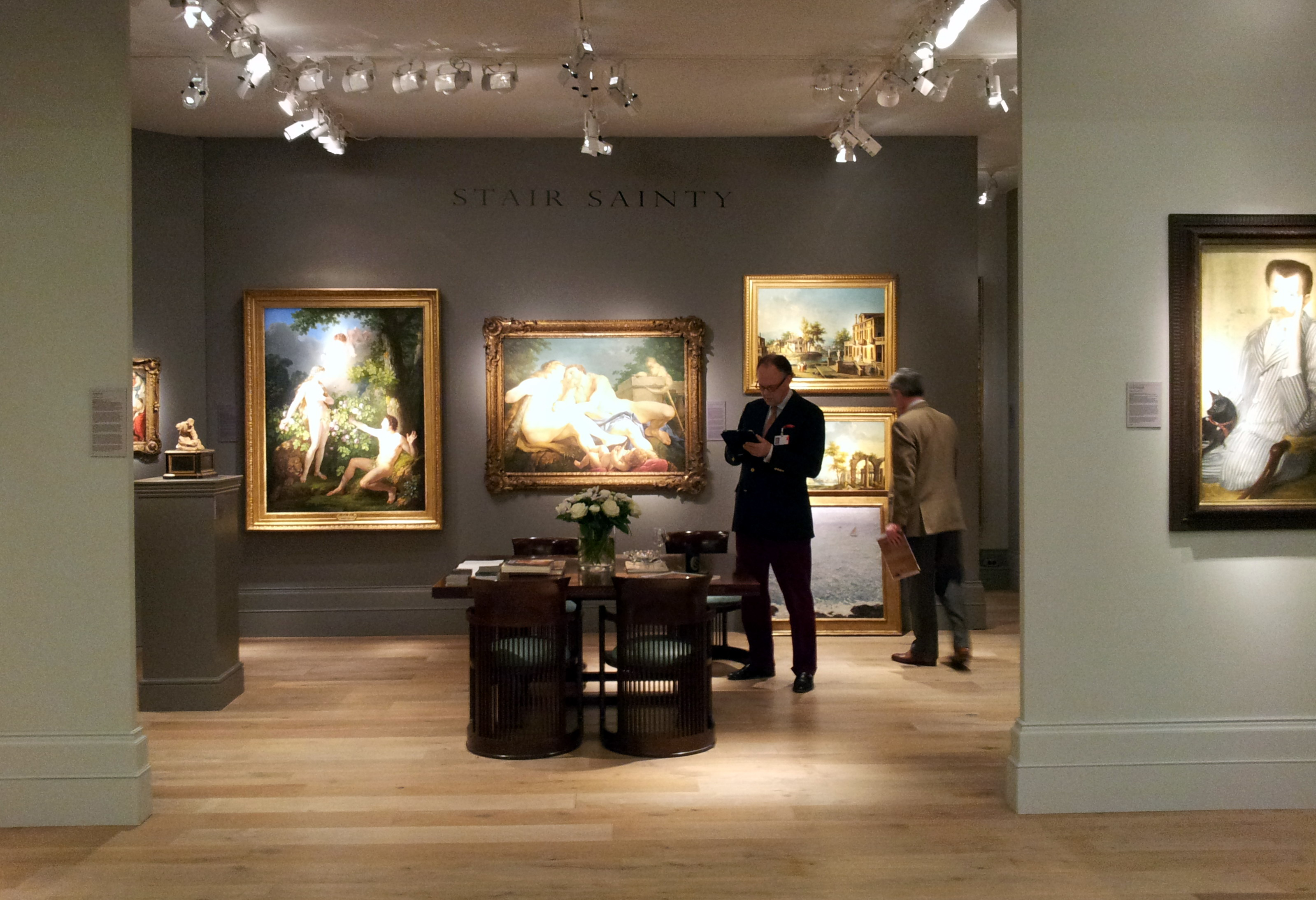
نمایشگاه اروپایی هنرهای زیبا (TEFAF) از معتبرترین نمایشگاه‌های بین‌المللی هنر است که هر ساله در شهر ماستریخت برگزار می‌شود.

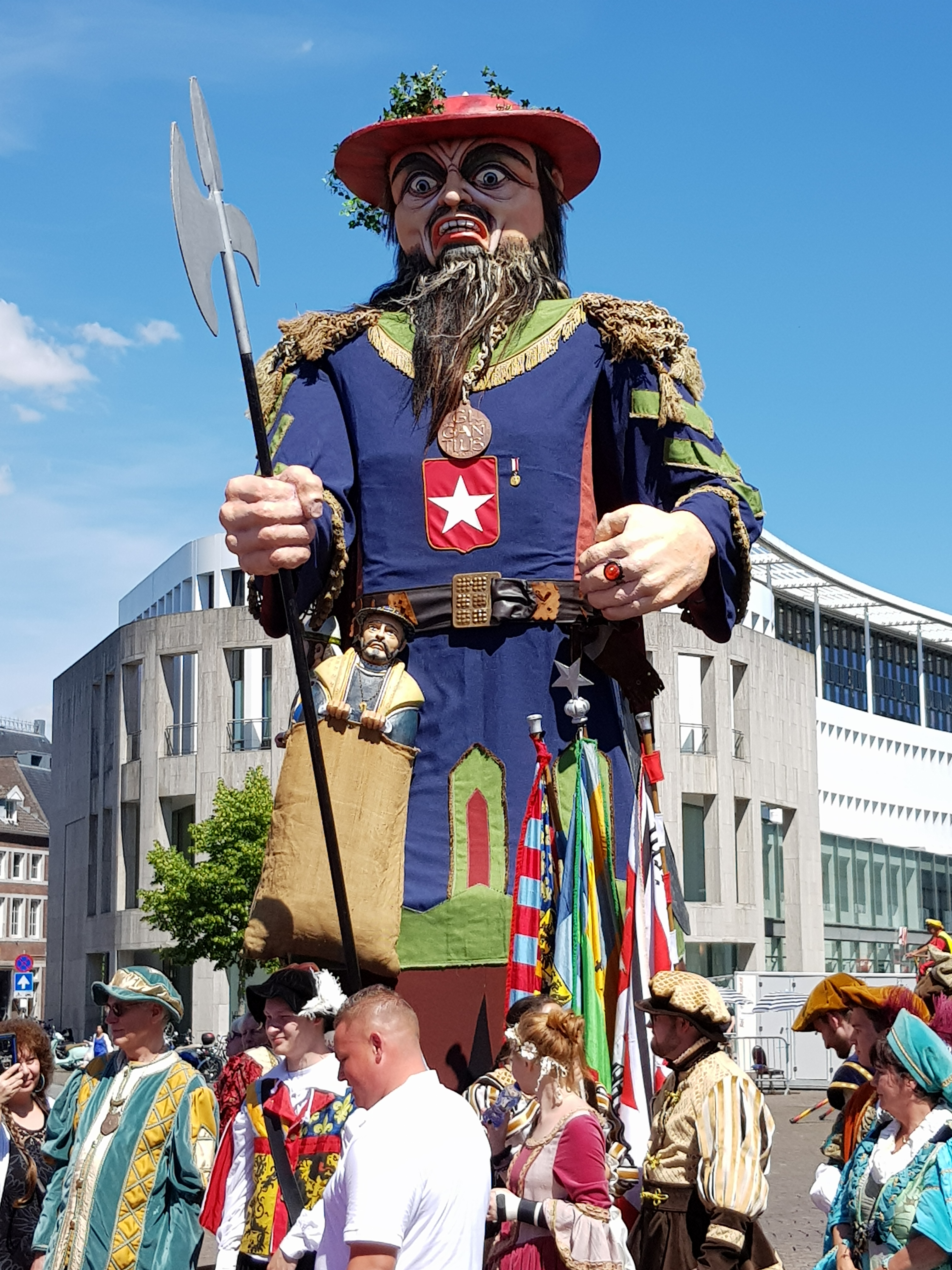
رژهٔ غول‌ها، ۲۰۱۹: گیگانتیوسِ ماستریخت

ماستریخت در هلند و فراتر برای میدان‌های پرجنب‌وجوش، خیابان‌های تنگ و ساختمان‌های تاریخی شناخته شده است. 
ماستریخت ۱۶۷۷ ساختمان میراث ملی دارد، دومین رتبه را در هلند پس از آمستردام کسب کرده است.
هلپورت (Helpoort؛ به معنای دروازه جهنم) دروازه‌ای باشکوه با دو برج که حدود سال ۱۲۳۰ ساخته شده و قدیمی‌ترین دروازه شهری در هلند به‌شمار می‌رود.
شهر ماستریخت نیز برای کلیساها و میدان‌هایش شناخته شده است.
بزرگترین و معروف‌ترین میدان شهر، وریتهوف‌ (Vrijthof) است و دارای دو کلیسای بزرگ و میخانه‌ها و رستوران‌های شناخته شده است.
موزه اصلی موزه بونه‌فانتن (Bonnefanten) است. مجموعه موزه شامل هنر قدیمی و مدرن است. این ساختمان جدید توسط معمار ایتالیایی الدو رسی (Aldo Rossi) طراحی شده و یکی از برجسته‌ترین ساختمان های مدرن ماستریخت است.

## نگارخانه

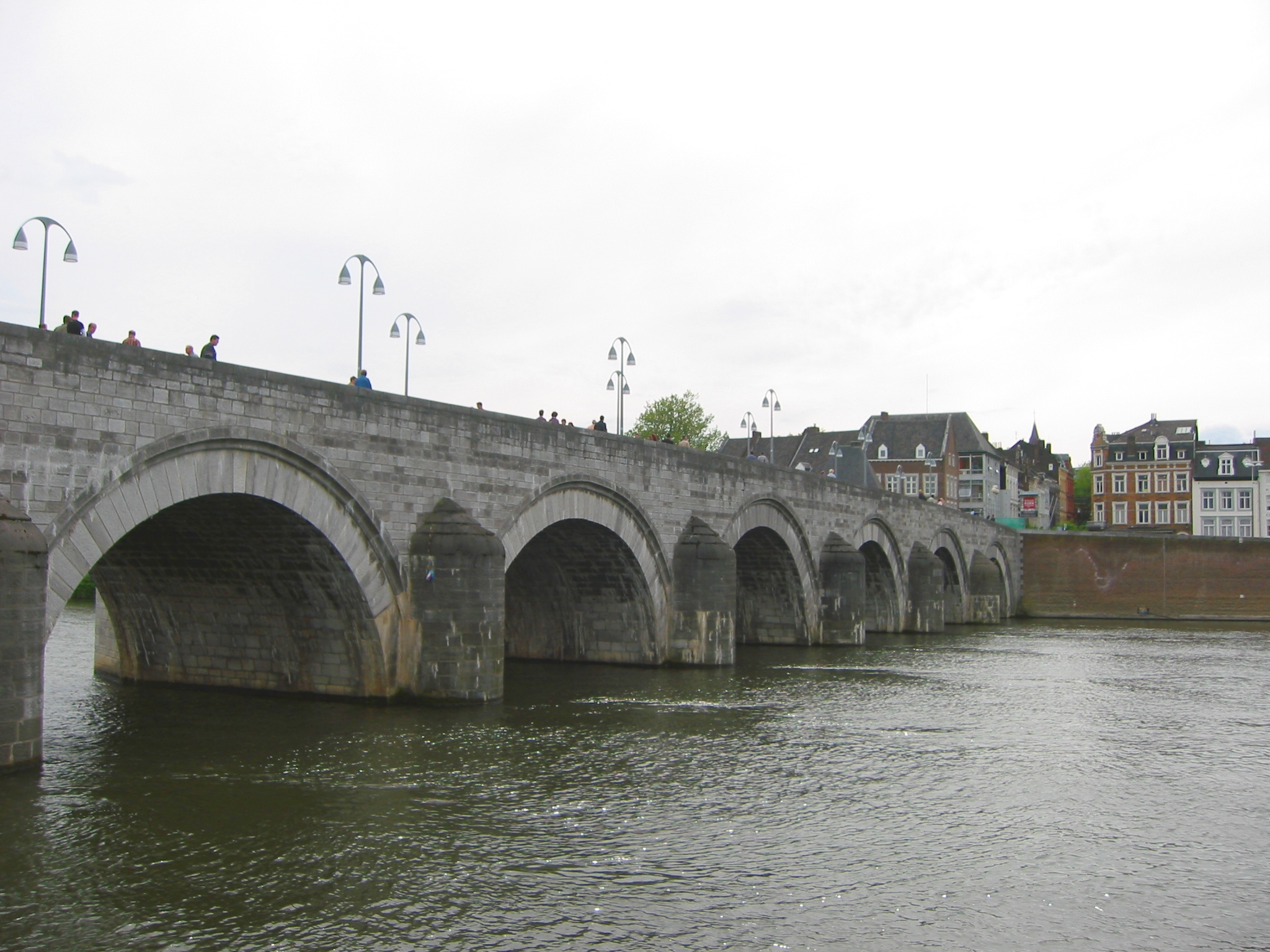
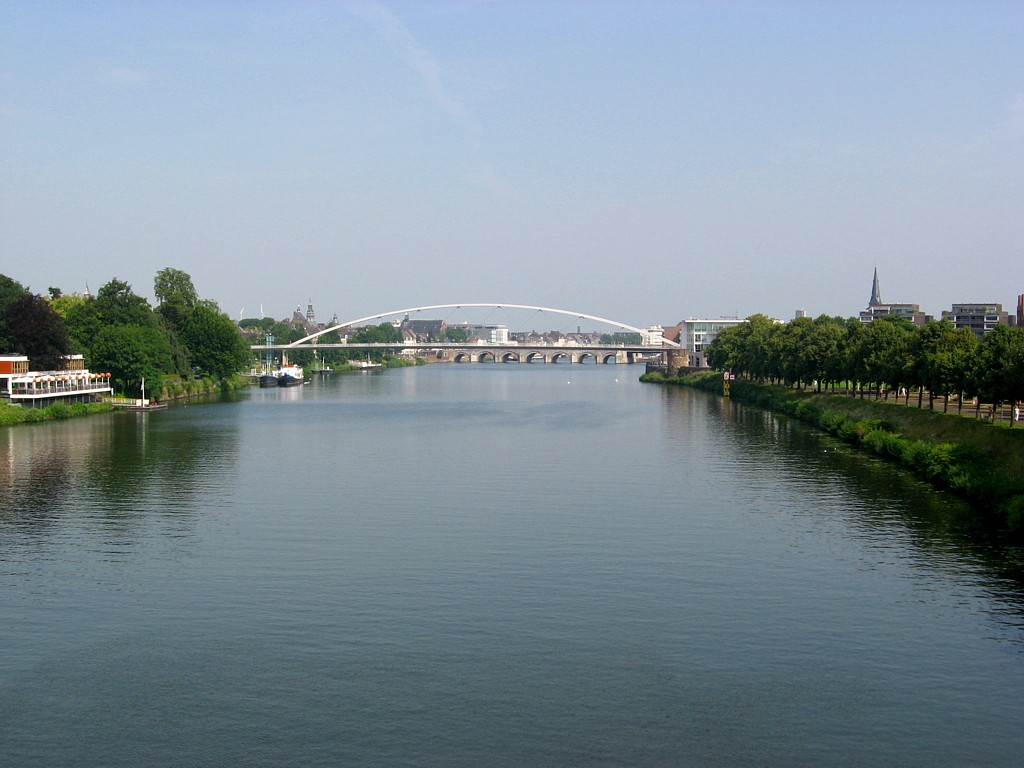
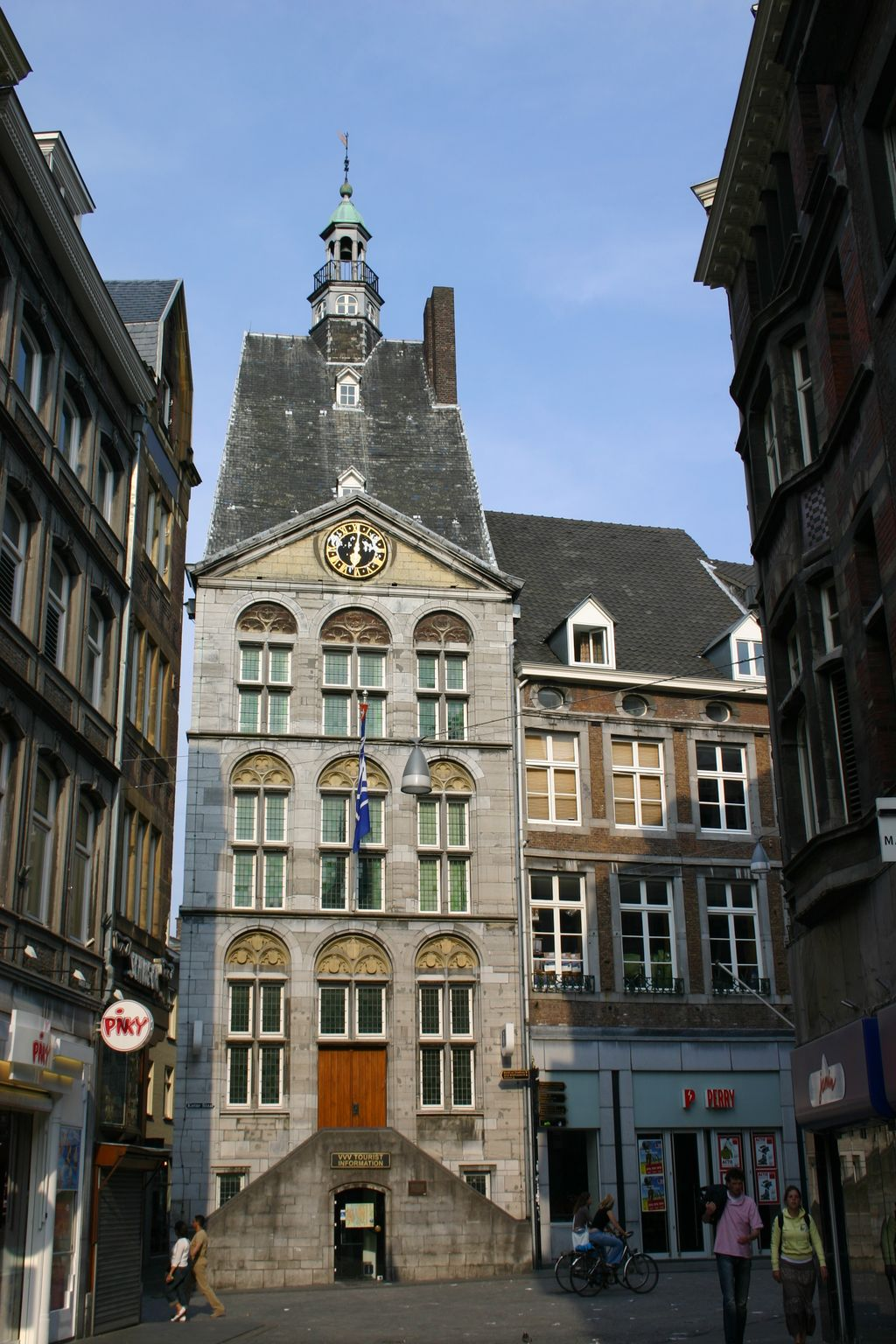
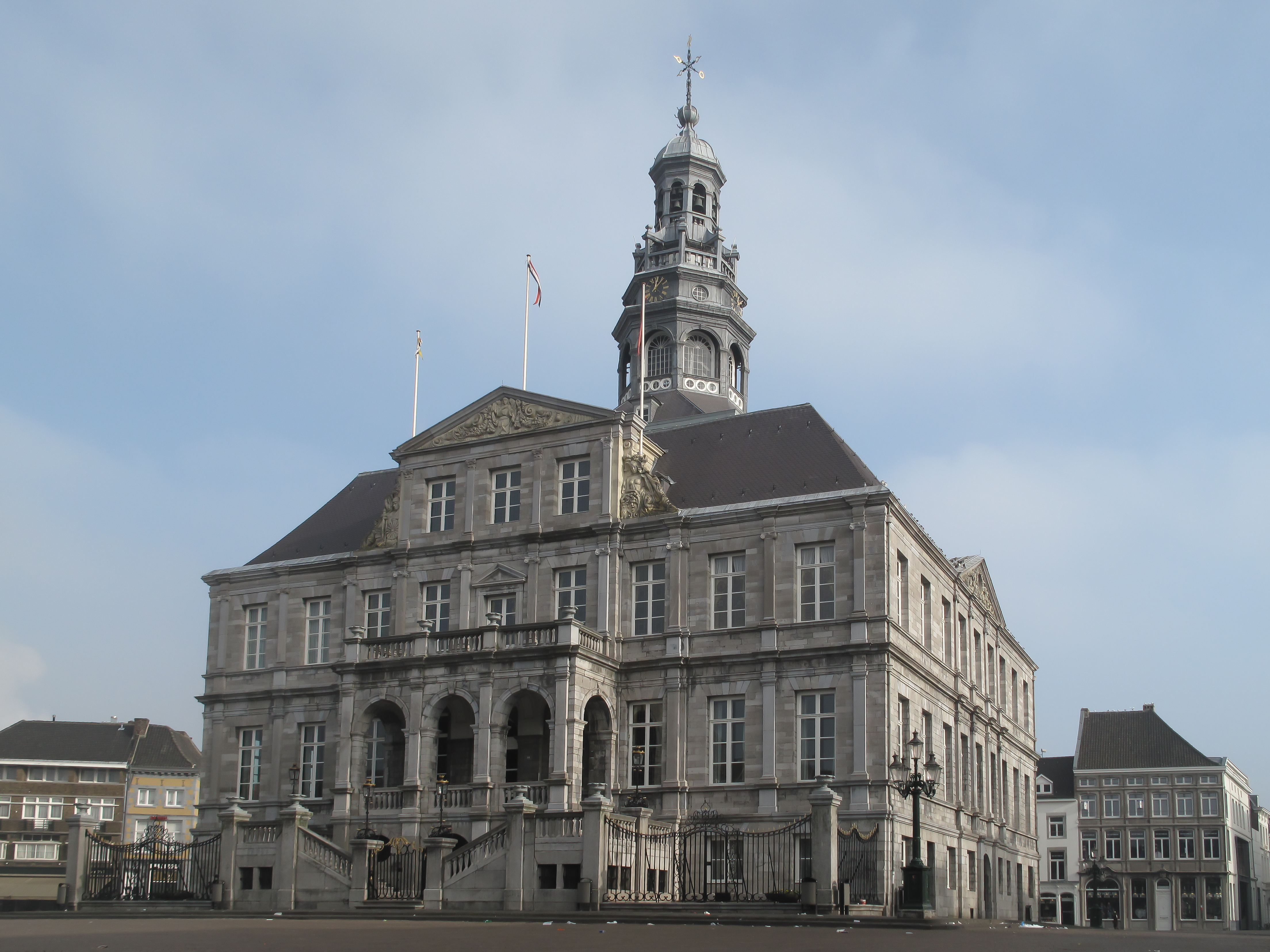
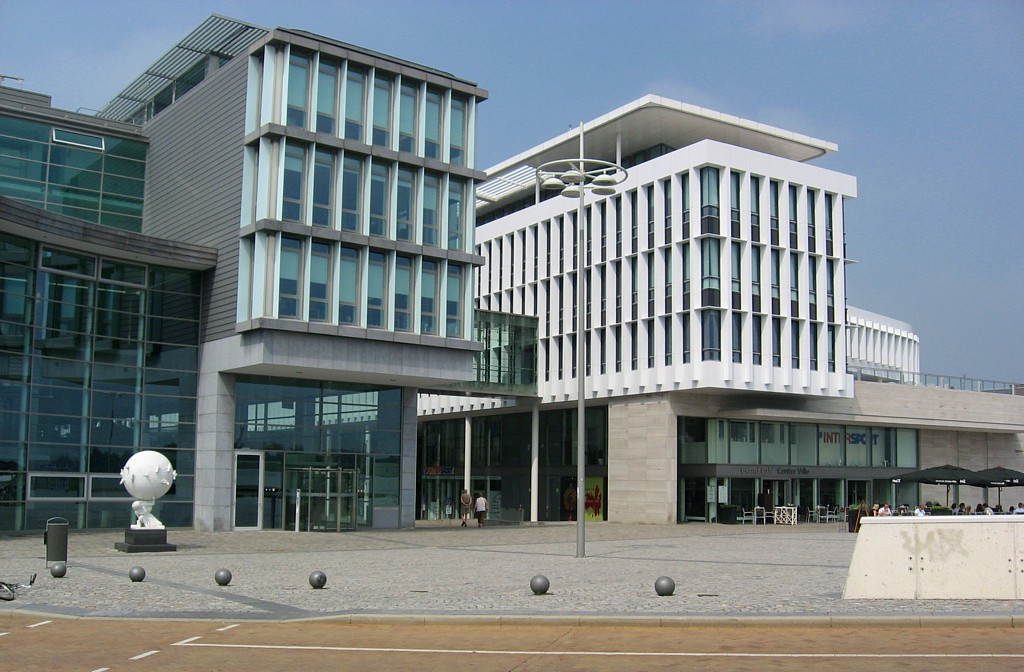
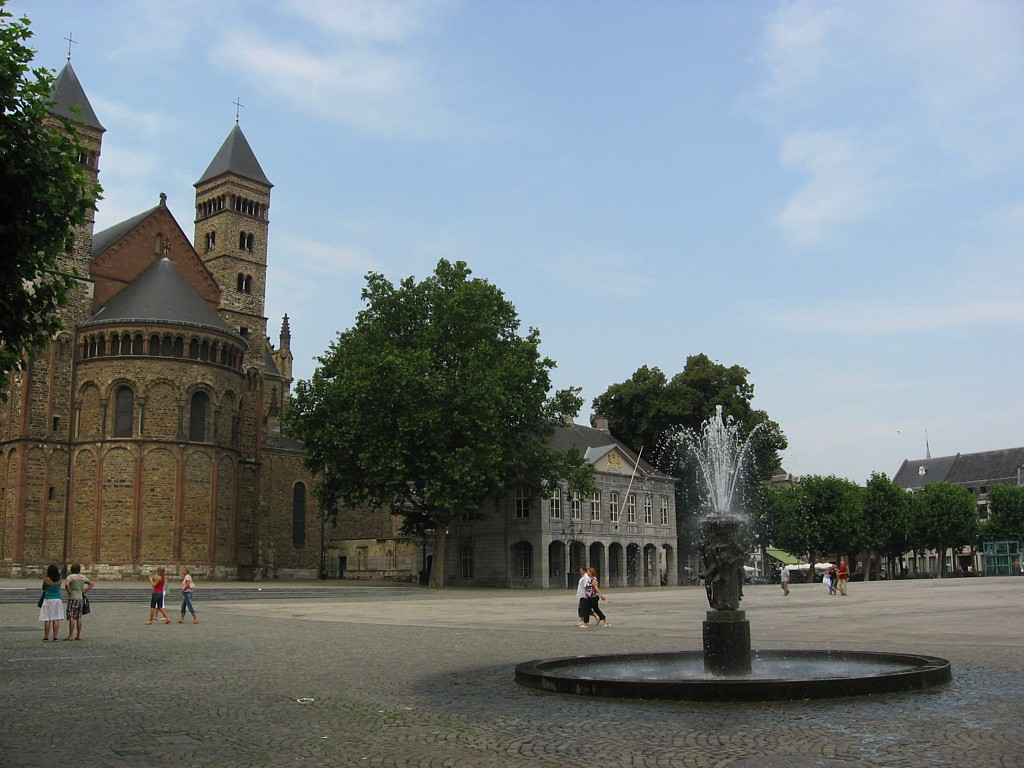
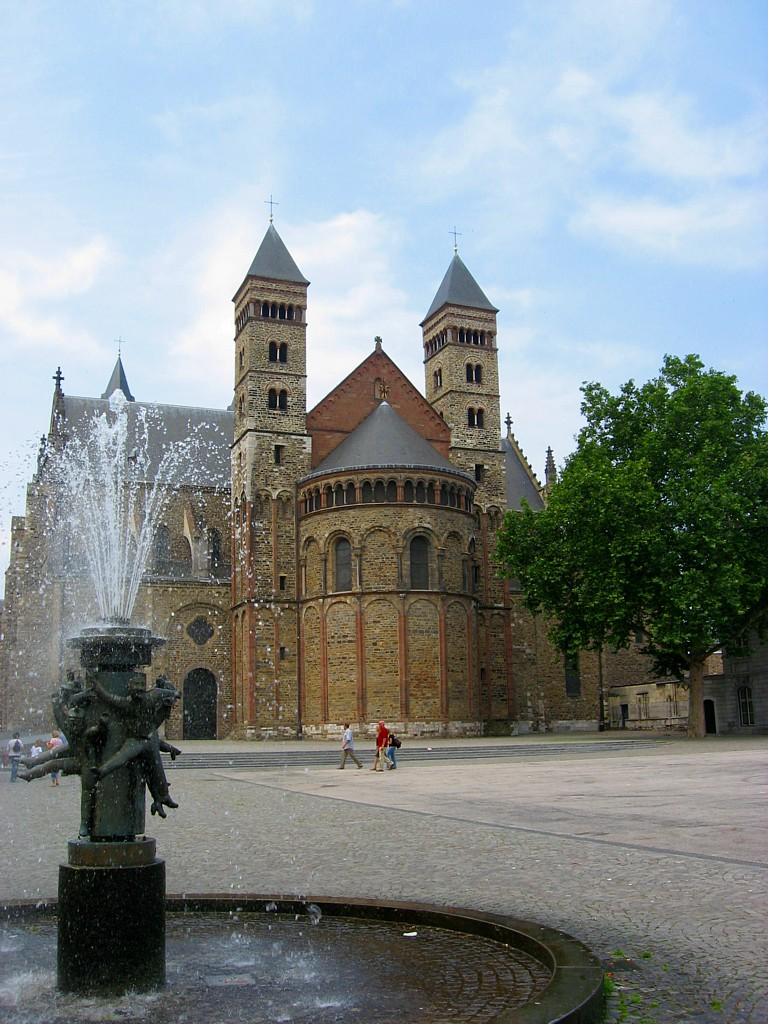
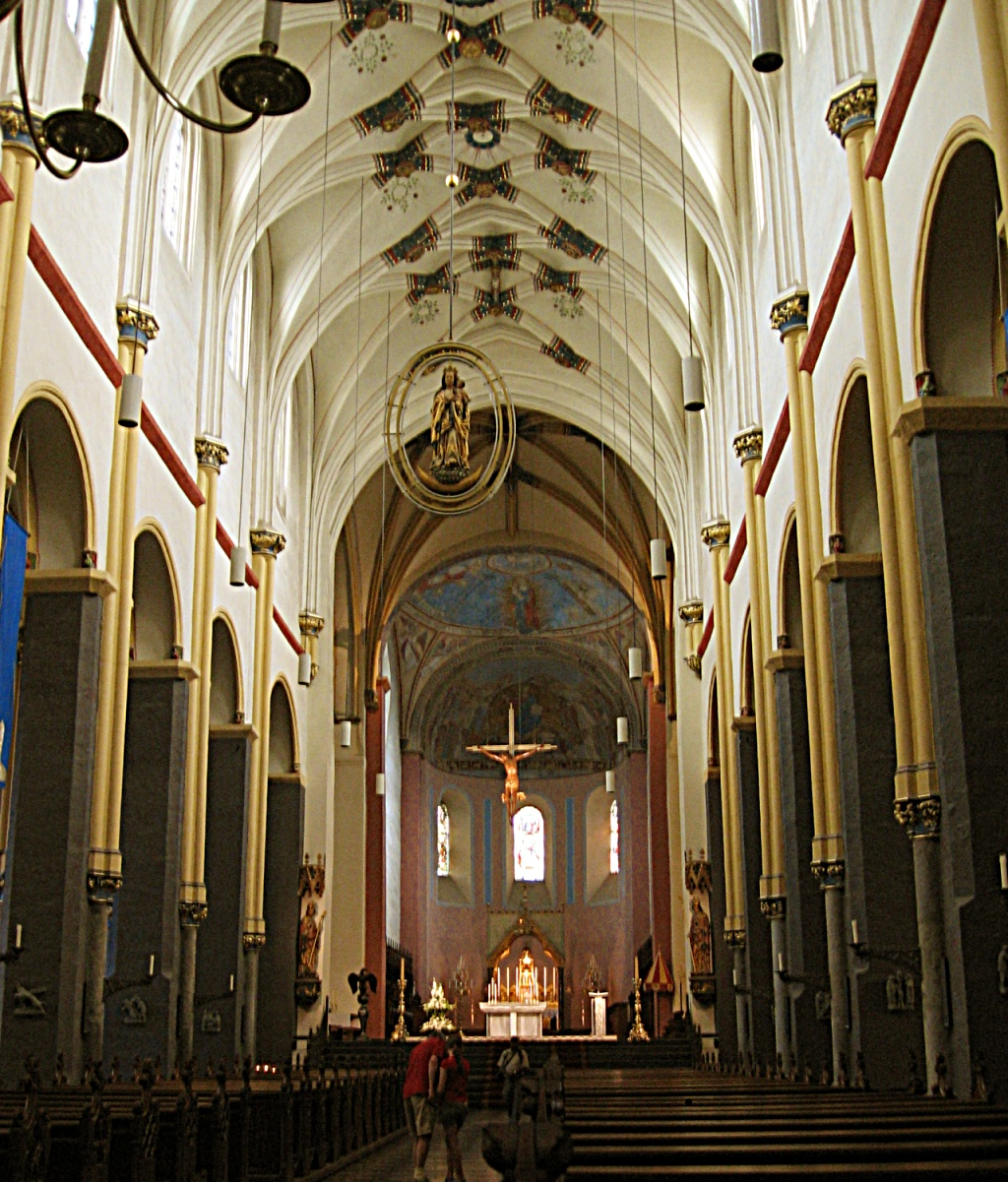
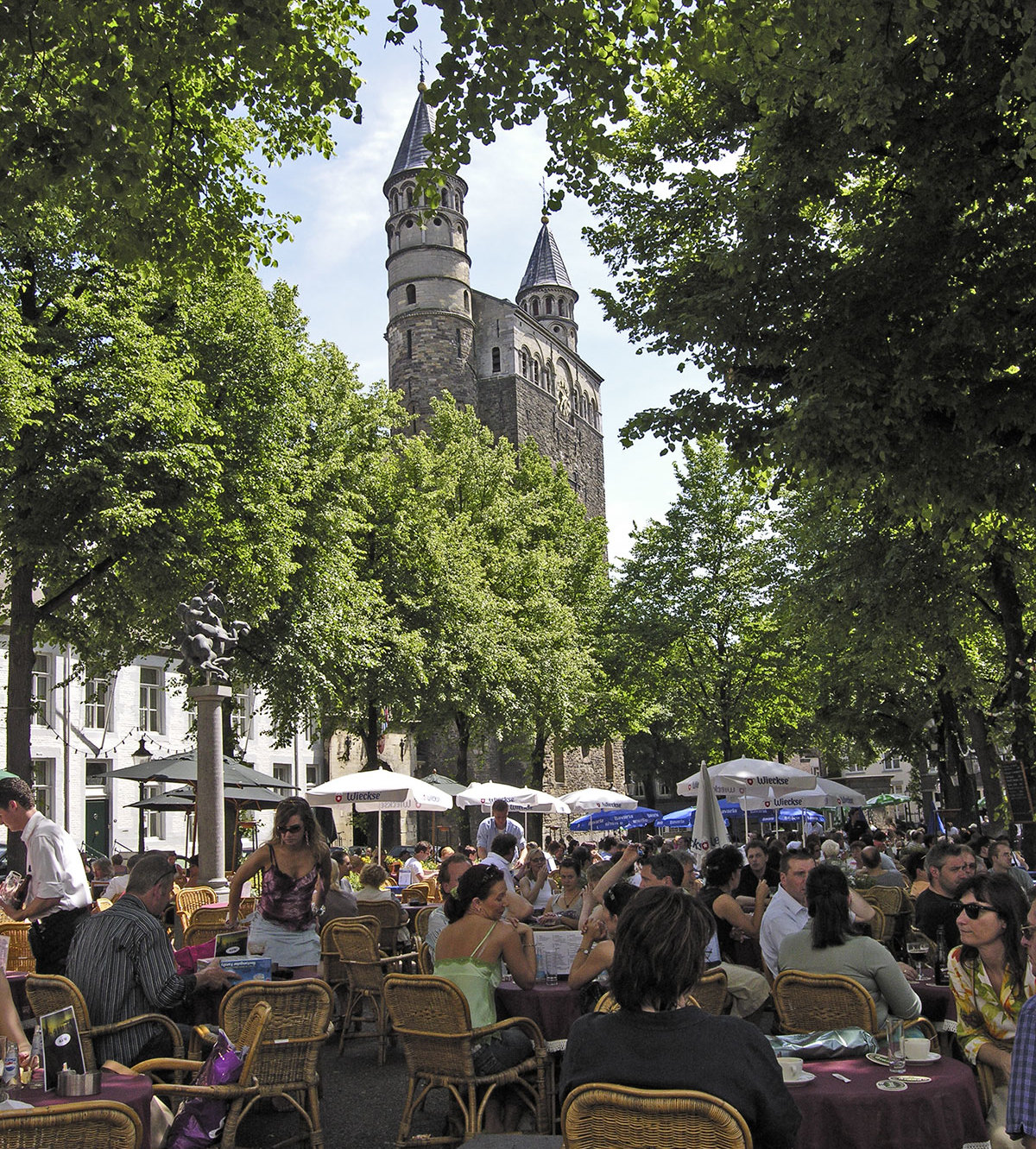
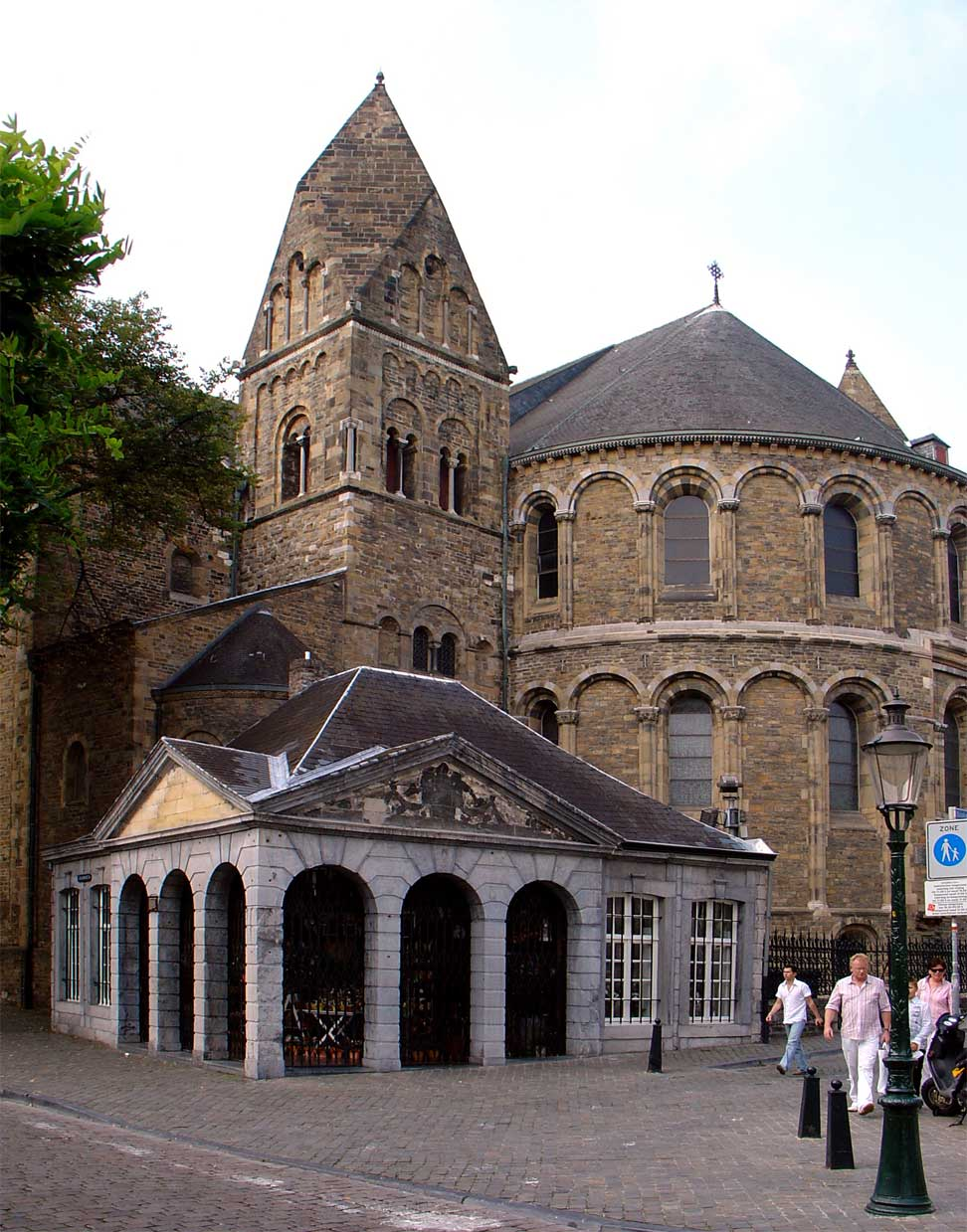
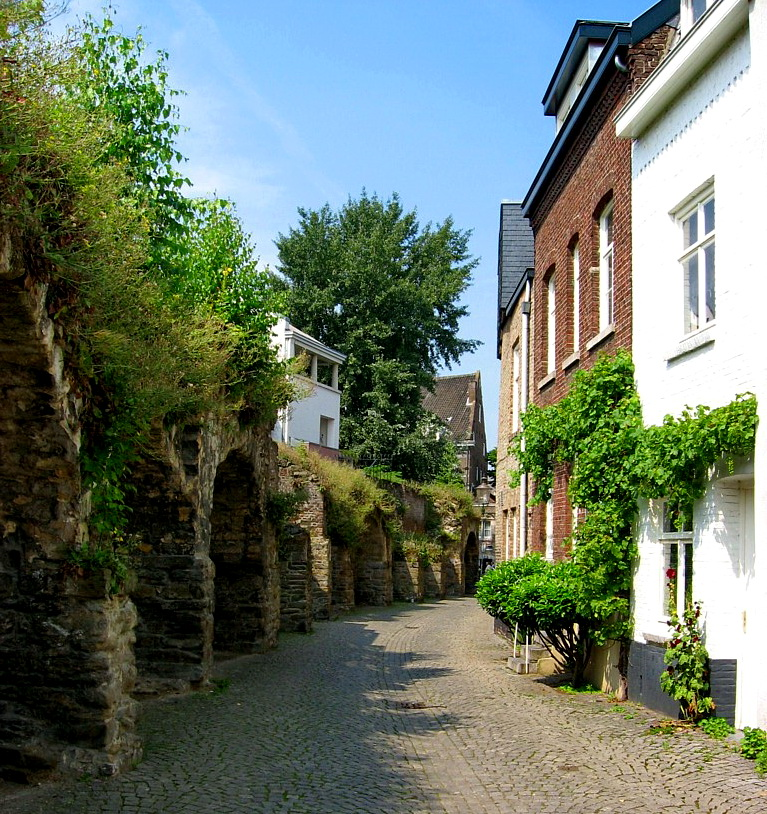
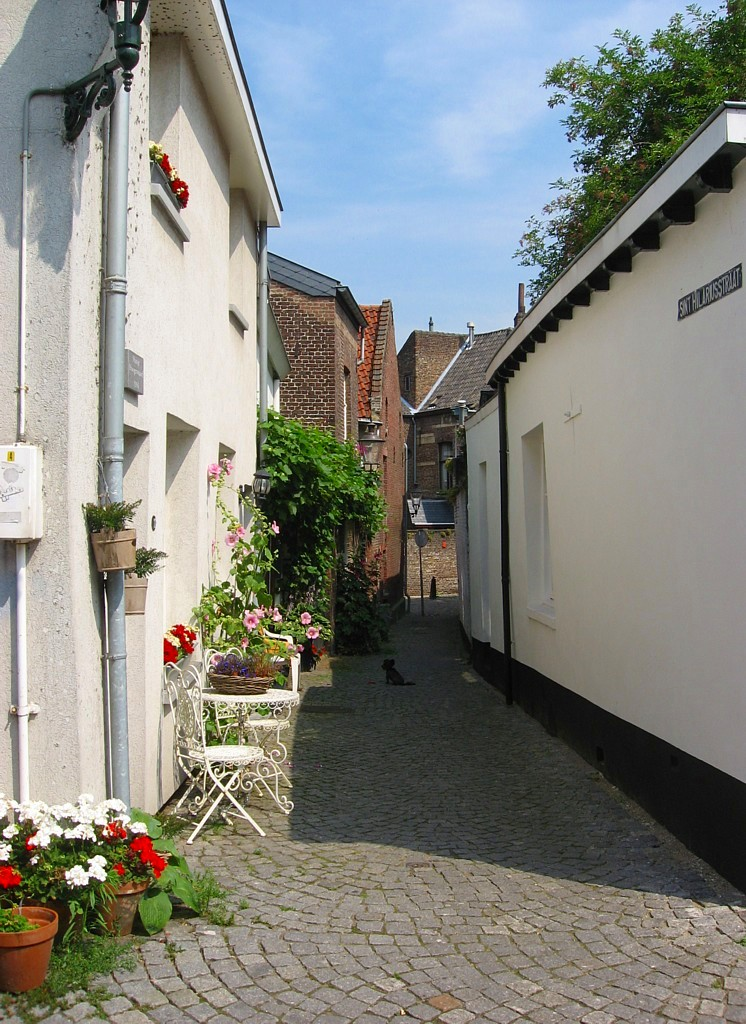
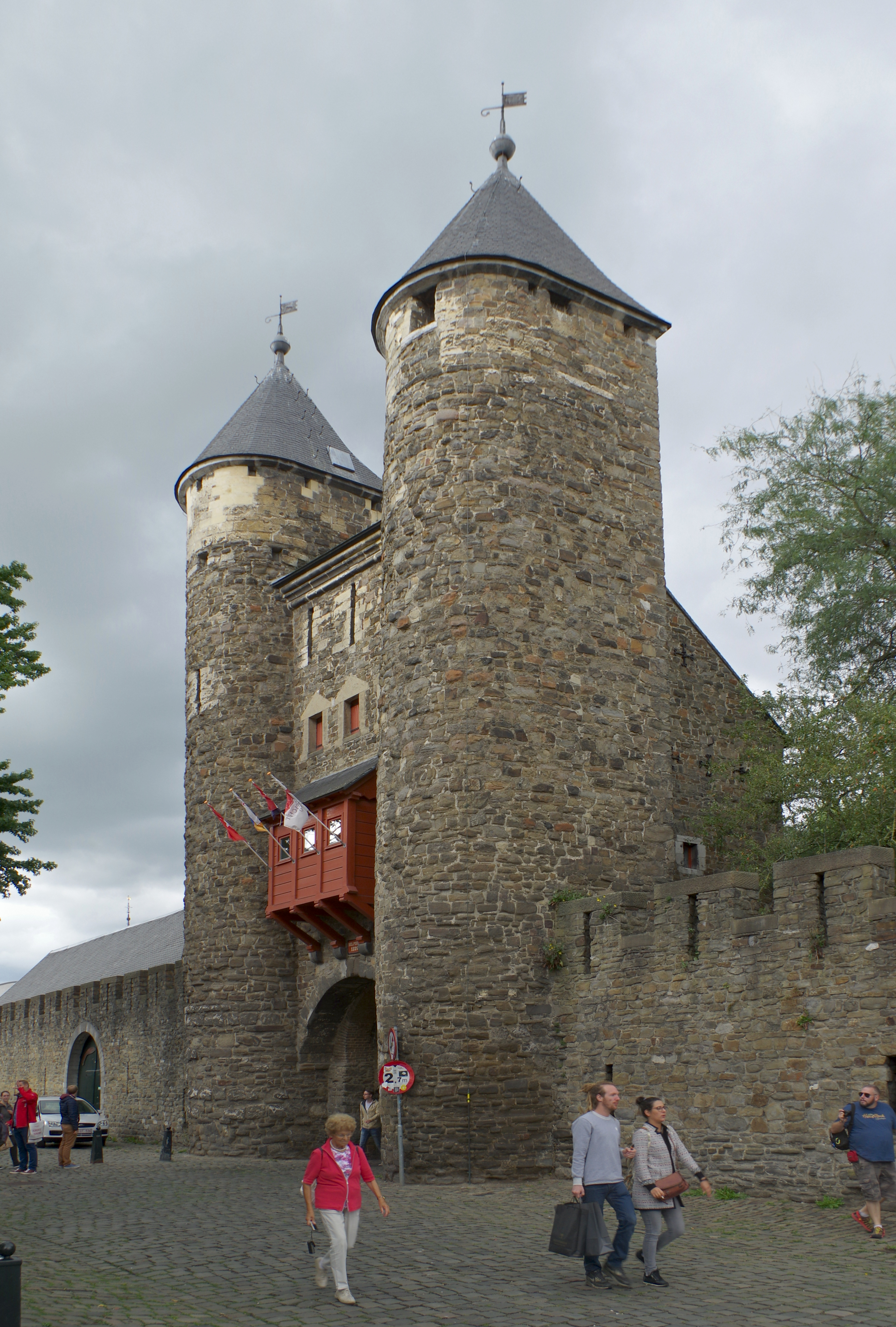
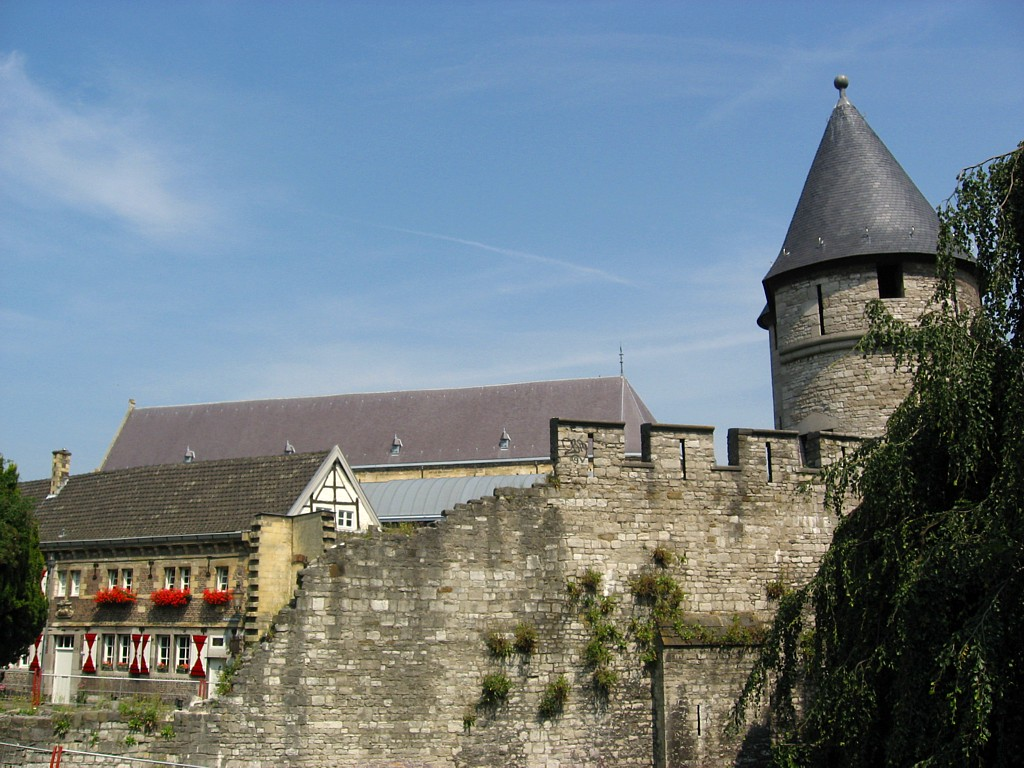
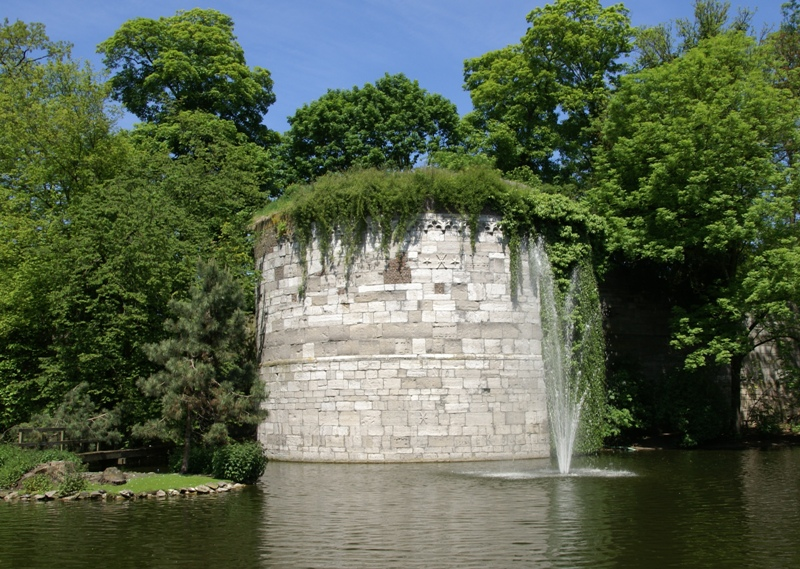
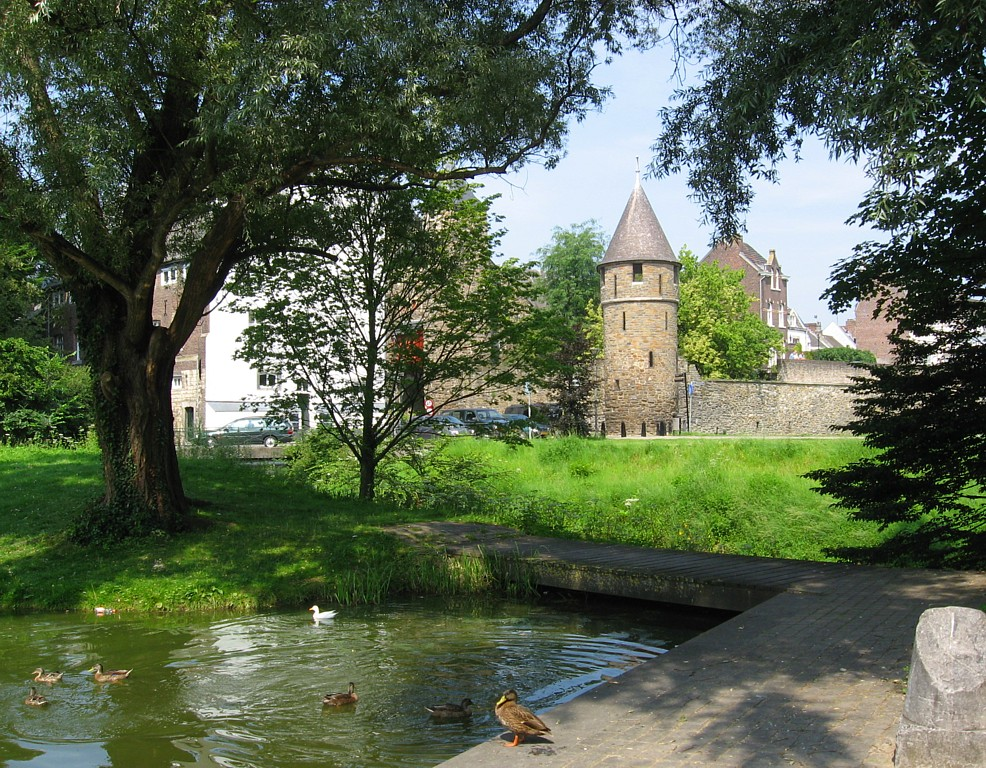
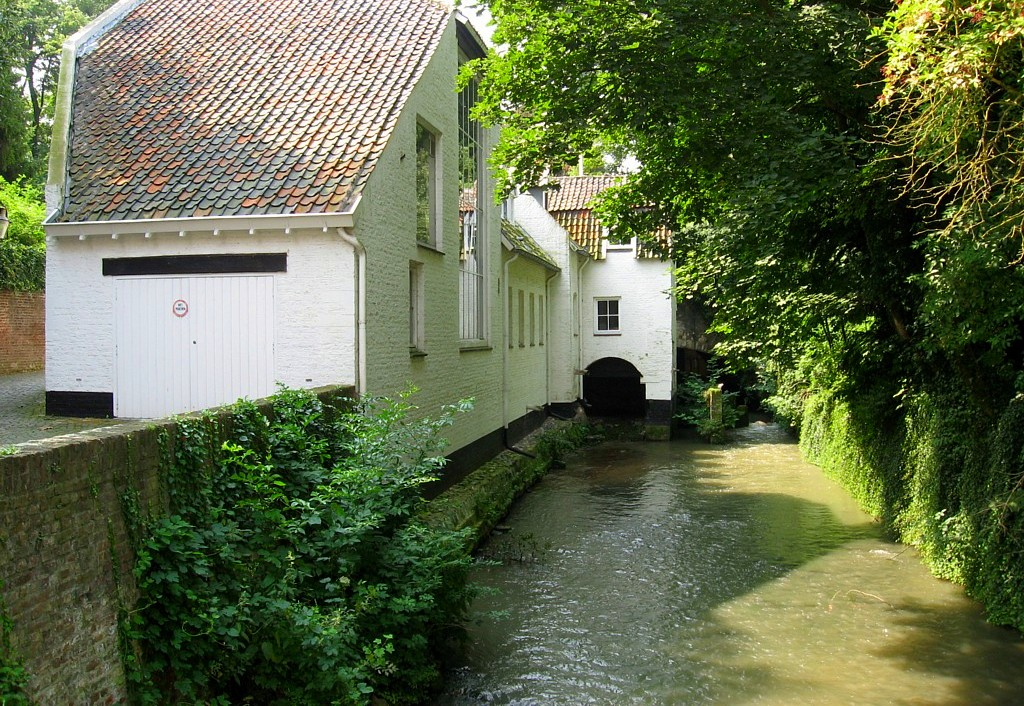
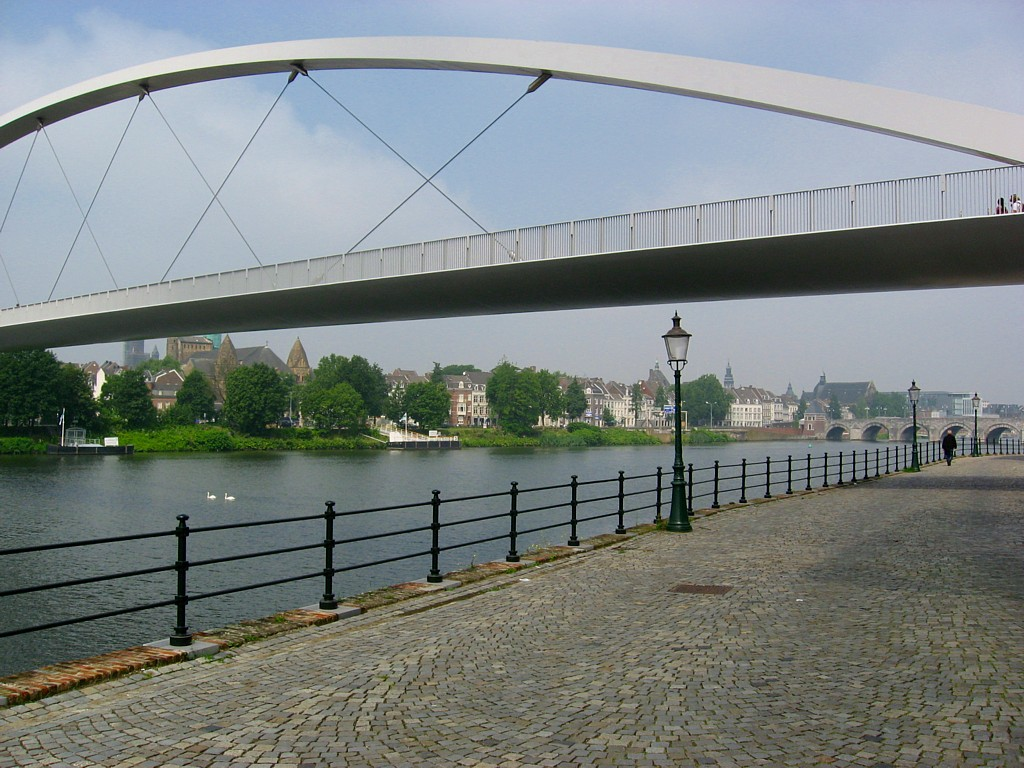
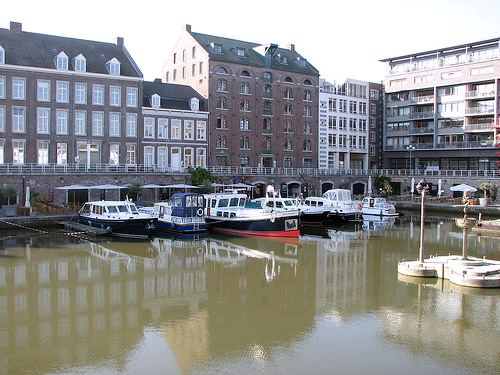
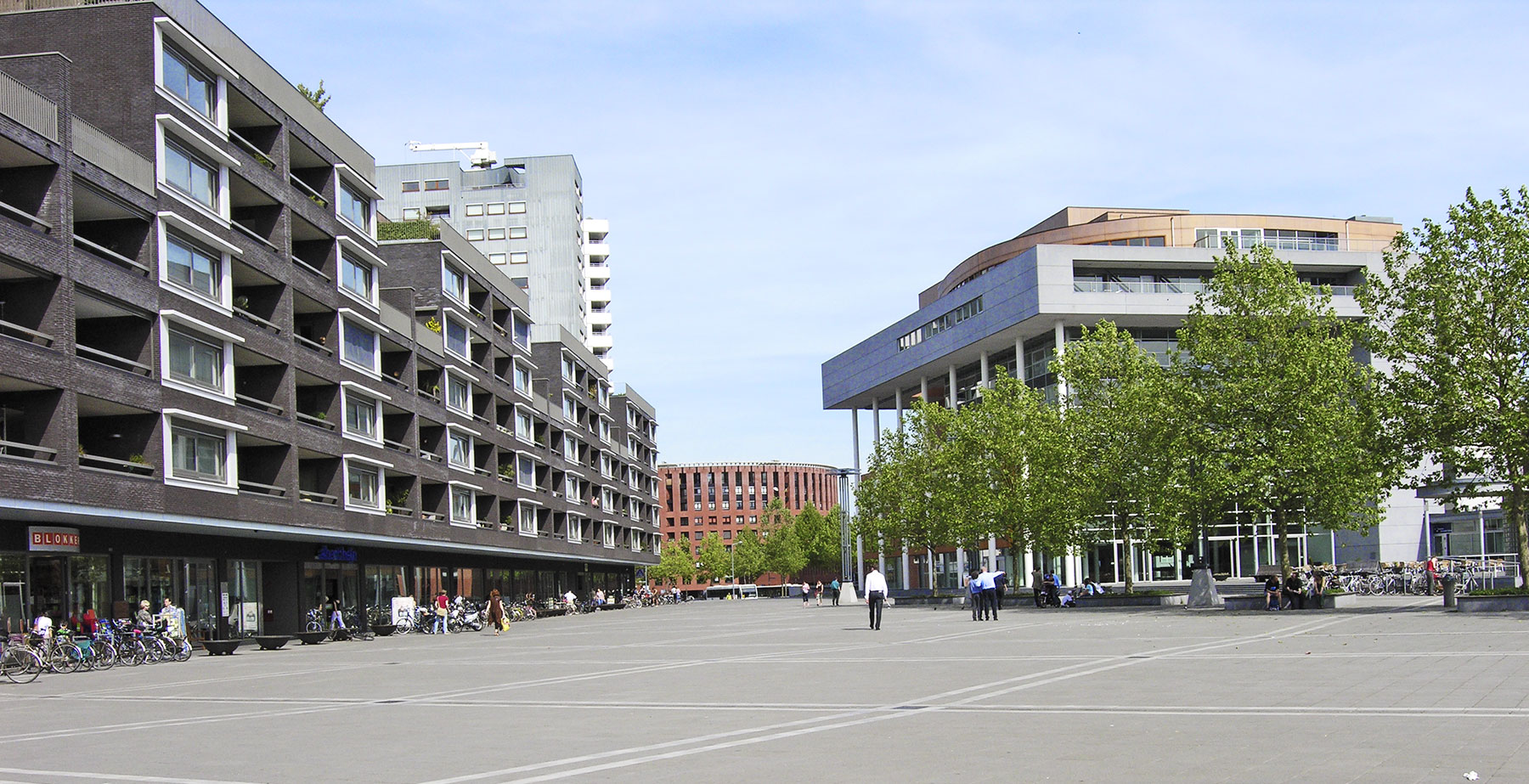
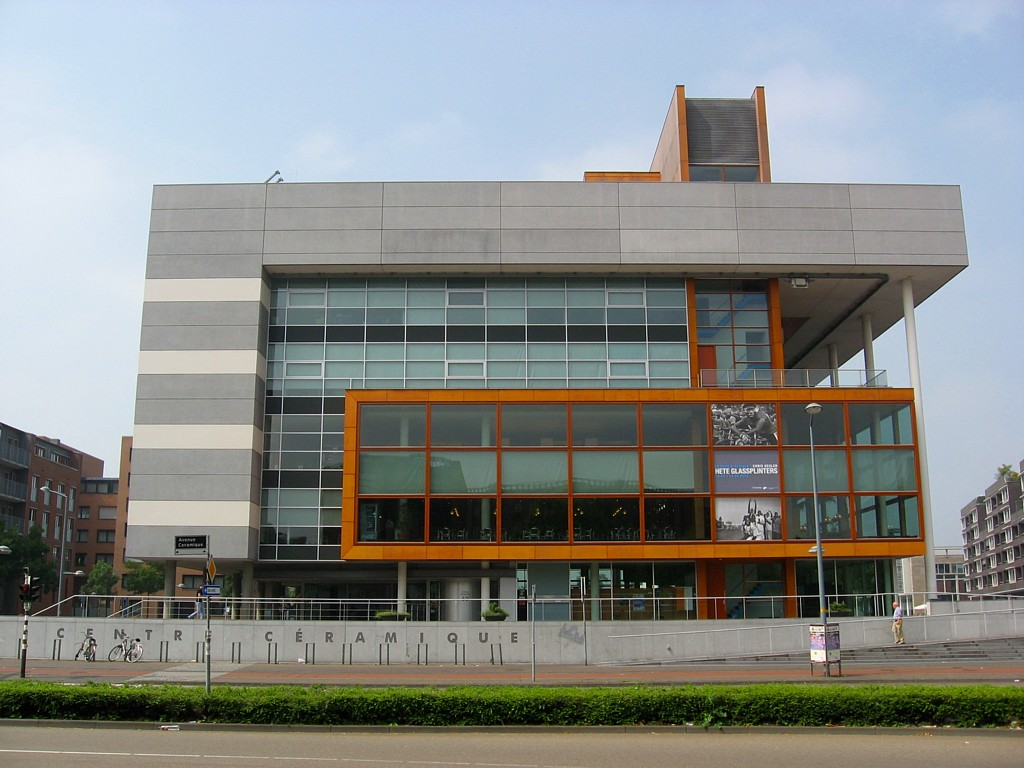
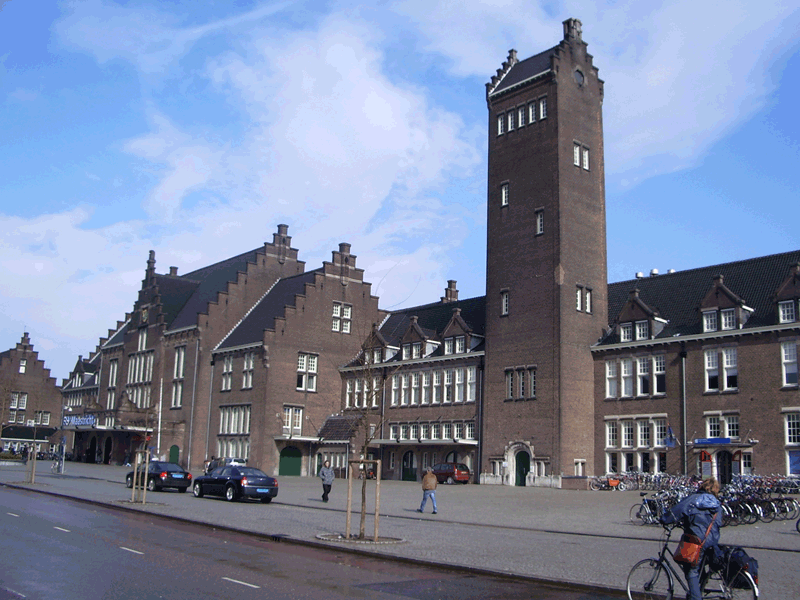
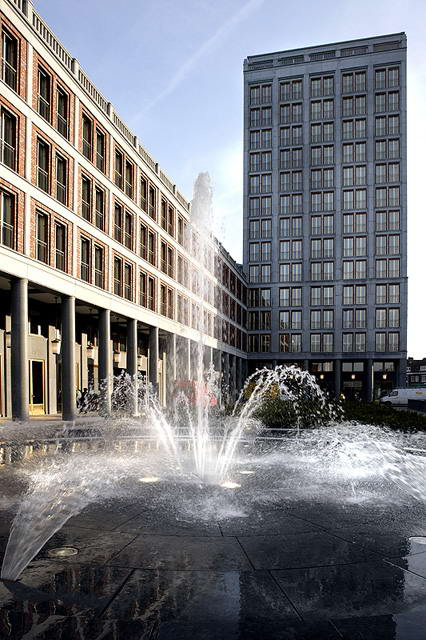
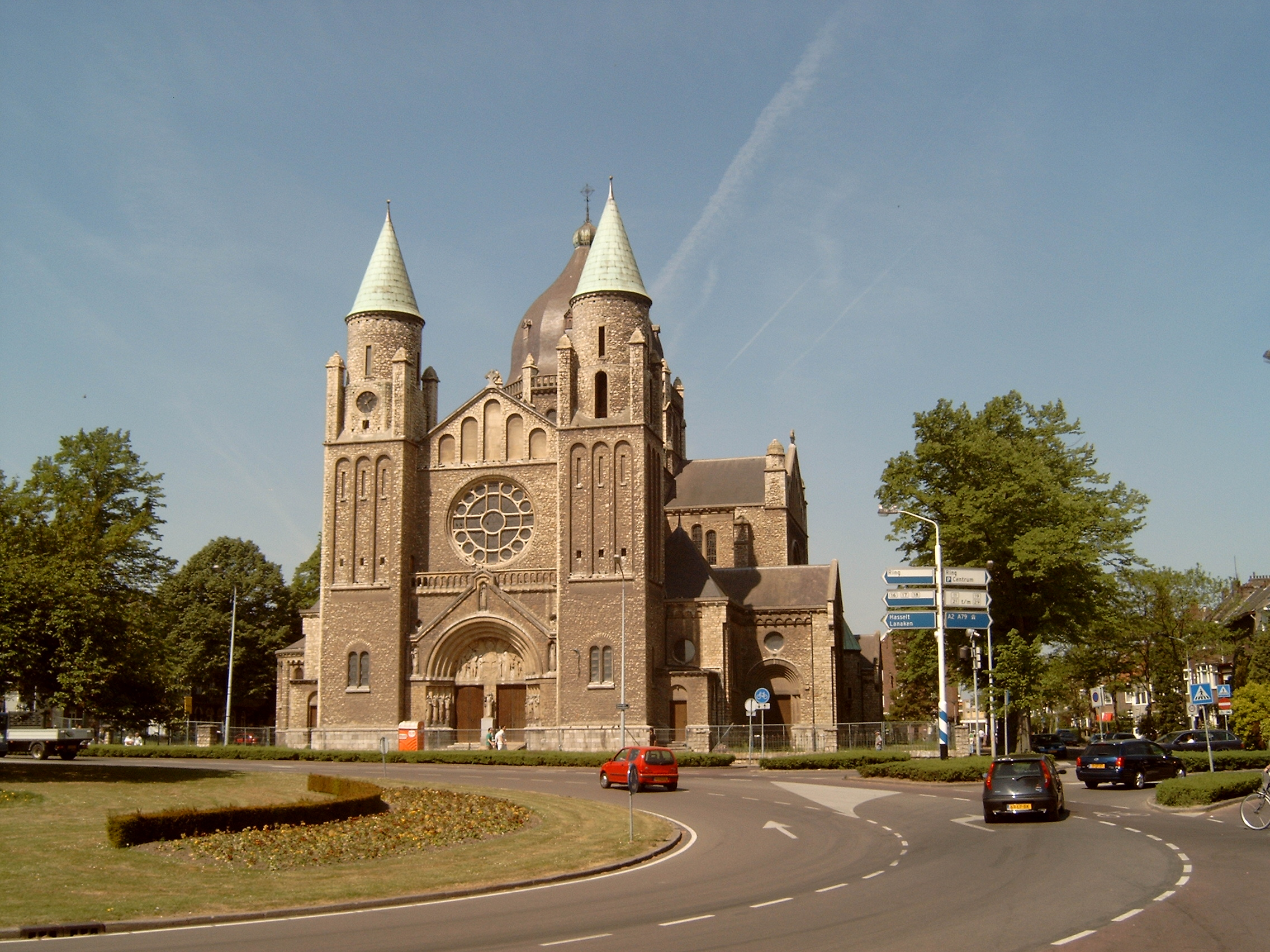
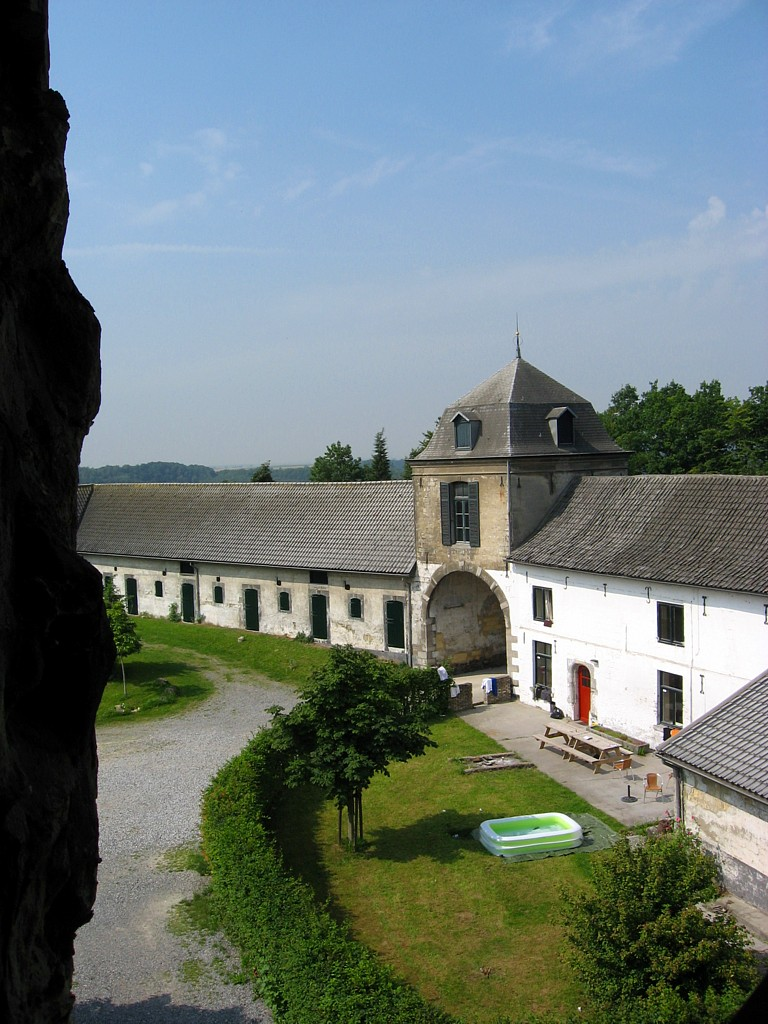
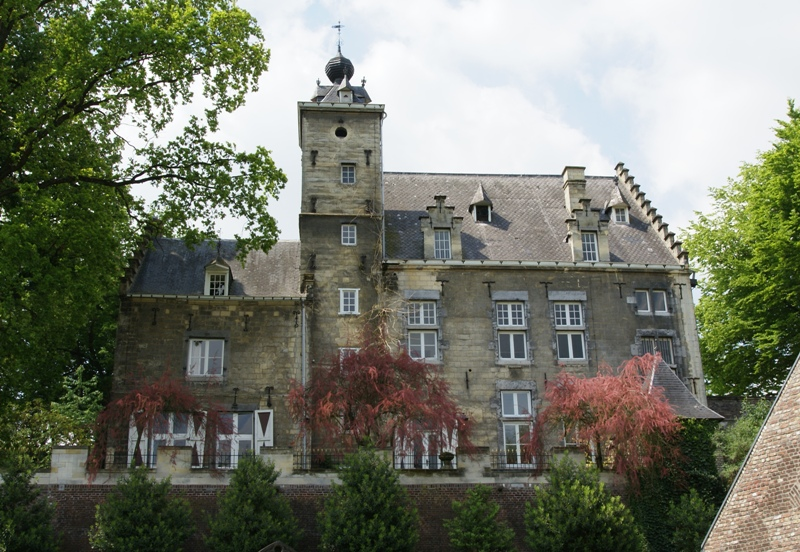
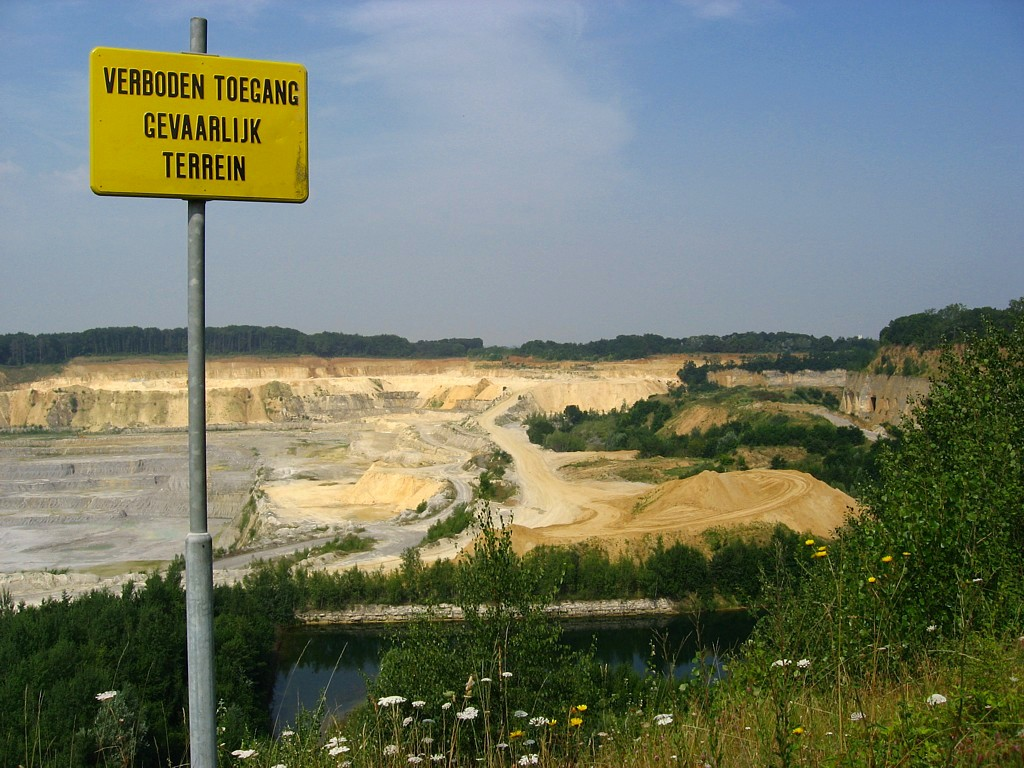
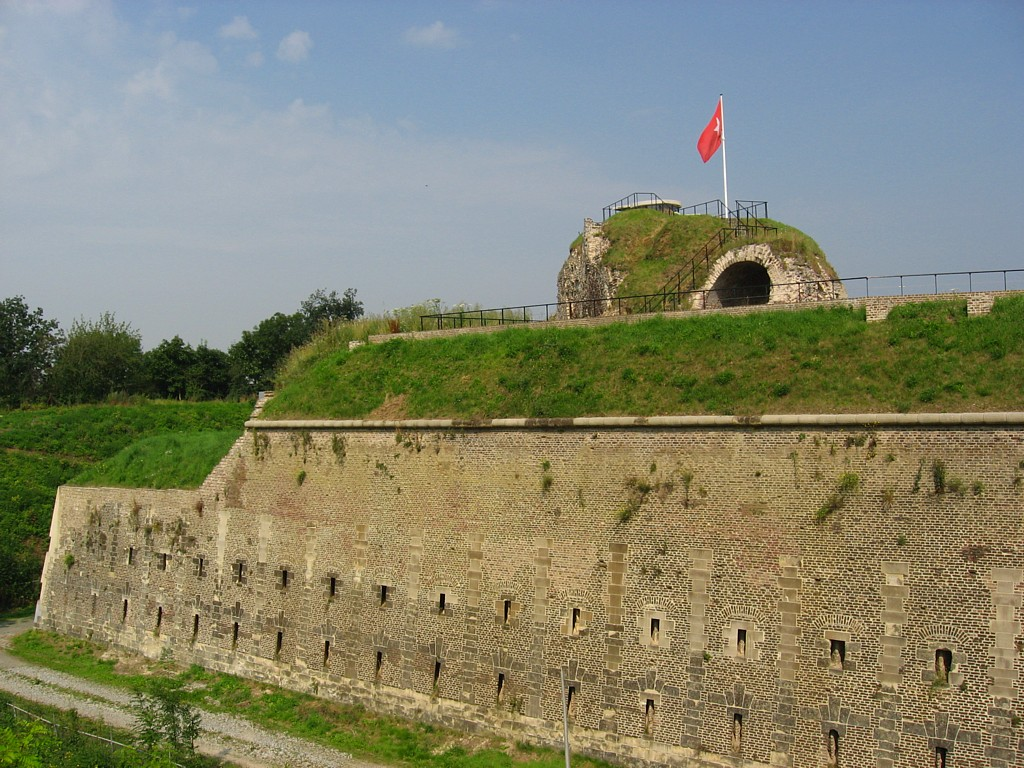
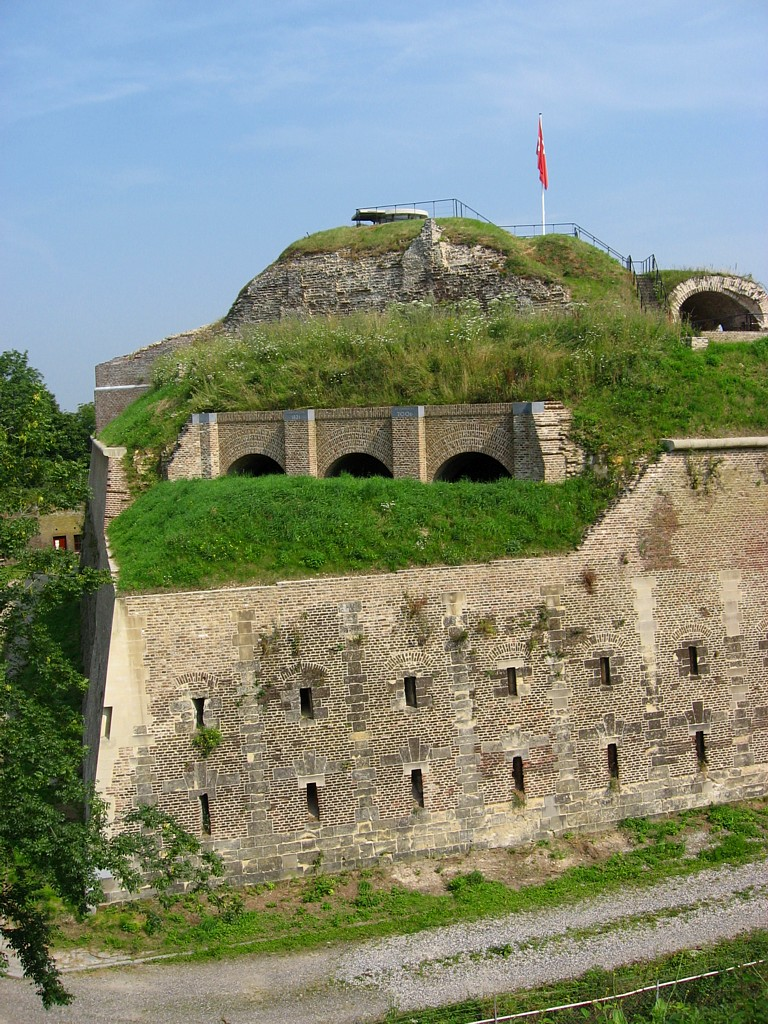
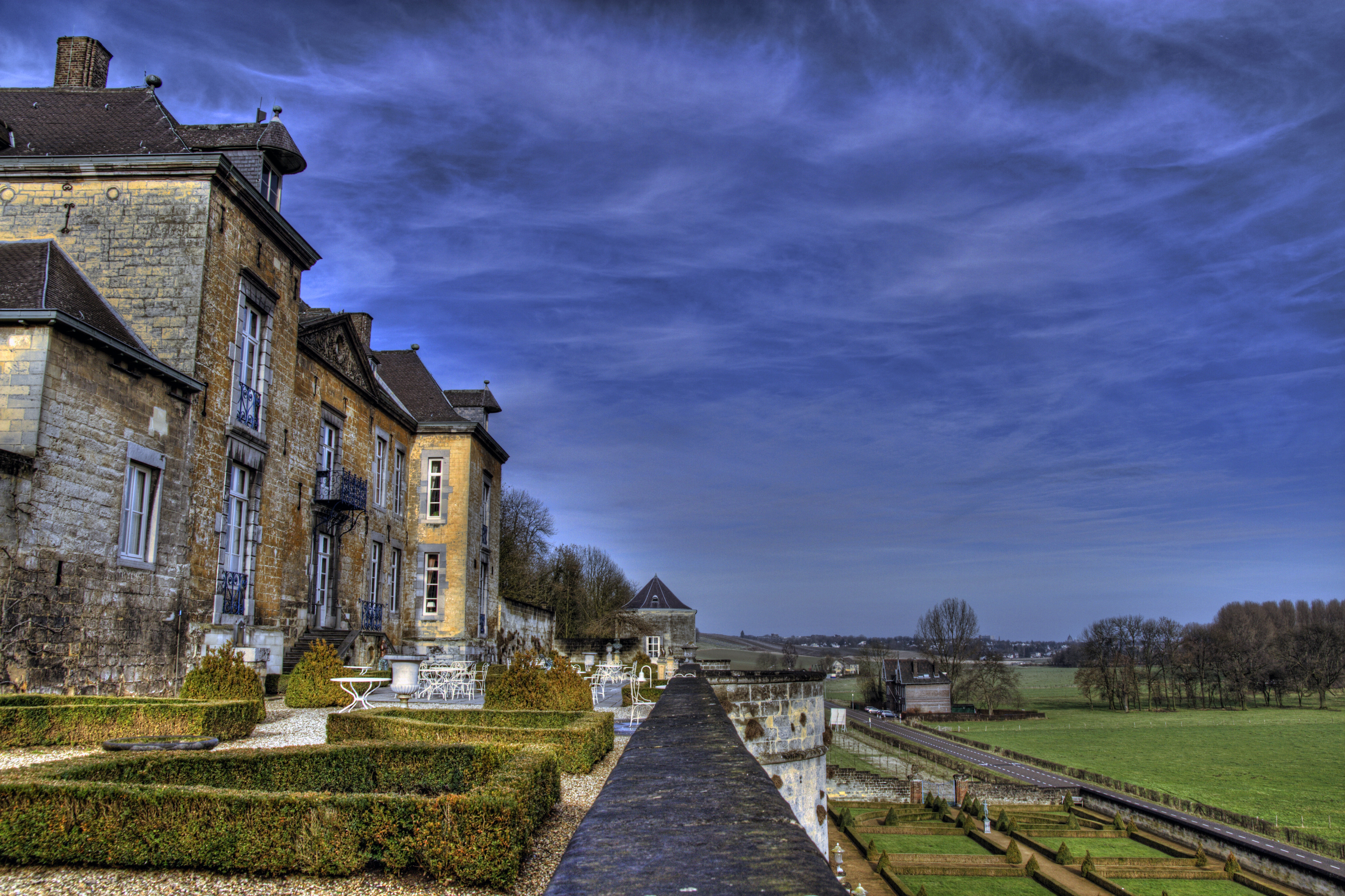